# Barok wileński
Barok wileński (szkoła wileńska) – kierunek architektury barokowej występujący najliczniej na terenach północno-wschodniej Rzeczypospolitej Obojga Narodów (Wileńszczyzna, Białoruś (kościół i klasztor w Berezweczu, budowle sakralne w Mińsku, Witebsku, Iwieńcu, Borunach itd.) oraz Inflanty polskie) oraz incydentalnie w południowo-wschodnich częściach Korony Królestwa Polskiego. Najbardziej znanym architektem szkoły był Jan Krzysztof Glaubitz. Inni architekci tworzący w tym stylu to Antonio Paracca, Ludwik Hryncewicz (twórca m.in. kościoła w Wołyńcach i fasady kościoła Misjonarzy w Wilnie), Aleksander Osikiewicz, B. Kosiński, Owsiukiewicz, Johannes Tobias de Dyderstein, Johann Wilhelm Frezer, Abraham Wuertzner, Joachim Herdegen, ks. Tomasz Żebrowski.

## Cechy
Cechą charakterystyczną szkoły wileńskiej są wysokie i bardzo smukłe wieże, w których każda kondygnacja jest opracowana w odmienny sposób, a całość jest zwieńczona niewielką kopułką. Na każdej kondygnacji znajdował się wysoki i wąski otwór. Drugą cechą, rozwiniętą w późniejszym okresie, jest wycinanie w murze fantazyjnych w zarysie otworów okien i drzwi, która to cecha była też stosowana w północnych Włoszech oraz w Kalabrii i na Sycylii. Trzecią cechą szkoły było stosowanie skomplikowanych falowań ścian w szczytach i fasadach. Budowle wznoszono zazwyczaj na prostych rzutach.

## Realizacje
Za pierwszą realizację szkoły uważa się kościół karmelitów Wniebowzięcia Najświętszej Maryi Panny w Głębokiem (1730–1735). Następne to m.in.:
- kościół Świętego Ducha w Wilnie (II poł. XVIII w.) proj. J.K. Glaubitz
- kościół św. Katarzyny w Wilnie (1739-1743) J.K. Glaubitz
- cerkiew św. Trójcy w Wilnie i klasztor bazylianów, po 1748 r., bazylianów (J.K. Glaubitz)
- kościół św. Jakuba i Filipa i klasztor Dominikanów w Wilnie
- kościół Augustianów w Wilnie (poł. XVIII w.)
- kościół Misjonarzy w Wilnie (1751-1756),
- kościół św. Rafała w Wilnie proj. prawdopodobnie J.K. Glaubitz
- kościół Wszystkich Świętych i klasztor karmelitów w Wilnie (1733–1749) ks. Idzi Polkiewicz
- kościół na Kalwarii w Werkach koło Wilna (1755-1772) proj. J.K. Glaubitz
- kościół w Stołowiczach (Jakub Fontana i następnie Jan Krzysztof Glaubitz)
- kościół św. Andrzeja w Słonimiu (1775)
- kościół Wniebowzięcia Najświętszej Maryi Panny w Zdzięciole (przeb. 1743-1751) proj. Aleksander Osikiewicz
- kościół Pijarów św. Michała Archanioła w Łużkach (1744–1756)
- cerkiew unicka w Mińsku
- kościół Bernardynek w Mińsku (obecnie sobór prawosławny) (1633–1642, odbudowa po 1741) proj. Guido Antonio Longhi
- kościół Bernardynów w Mińsku (1752)
- kościół św. Wojciecha i klasztor Benedyktynek w Mińsku (lata osiemdziesiąte XVIII w.) proj. Tomasz Romanowski
- kościół Przemienienia Pańskiego w Hermanowiczach (1787)
- sobór św. Zofii w Połocku (1738-1765) proj. Guido Antonio Longhi i J.K. Glaubitz
- kościół Jezuitów w Dyneburgu
- kościół jezuitów pw. św. Franciszka Ksawerego w Kownie
- cerkiew Zmartwychwstania Pańskiego w Witebsku (1740–1750) proj. Józef Fontana
- cerkiew Zmartwychwstania (Zaruczajska) w Witebsku
- cerkiew Świętych Apostołów Piotra i Pawła w Witebsku
- Kościół Bernardynów pw. św. Antoniego w Witebsku
- Kościół Jezuitów pw. św. Józefa w Witebsku
- Kościół Trójcy Świętej w Witebsku
- monaster i cerkiew Bazylianów pw. Opieki Matki Bożej w Tołoczynie, fundacja Sanguszków (1769)
- klasztor w Borunach z kościołem św. św. Piotra i Pawła (1747-1756) proj. Aleksander Osikiewicz
- kościół i klasztor w Śmiłowiczach (1767-1791)
- kościół Michała Archanioła i św. Jana Chrzciciela w miejscowości Jezno (1768-1772), fundacja Paców
- zespół klasztorny Bazylianów w Berezweczu (1756-1767) proj. Antonio Paracca (nieistniejący)
- kościół Jezuitów w Pińsku (zburzony)
- kościół Franciszkanów w Iwieńcu (1702-1705, odrestaurowany 2003-2008) proj. Guido Antonio Longhi
- klasztor Bazylianów w Torokaniach (1757) (zniszczony)
- kościół Najświętszej Maryi Panny w Smolanach (II poł. XVIII w.) (ruina)
- kościół Zwiastowania Najświętszej Maryi Pannie w Datnowie (1773-1810)
- kościół św. Michała Archanioła w Wierzbołowie (zniszczony)
- cerkiew Trójcy Świętej w bazyliańskim klasztorze w Wolnej (1768)
- klasztor Bazylianów w Buczaczu (1750-1770 lub 1765-1771) proj. Jan Gotfryd Hoffmann
- kościół św. Trójcy w Stokliszkach (1765-1776)
- kościół Misjonarzy pw. św. Trójcy w Łyskowie (1763-1785)
- kościół św. Jana w Wasiliszkach (1769)
- kościół Jezuitów pw. św. Stefana w Połocku (1733-1745)
- kościół Wniebowzięcia Najświętszej Maryi Panny w Lucynie
- kościół Dominikanów św. Dominika w Posinie (1761)
- cerkiew Objawienia Pańskiego w Żyrowicach (przebud. 1796)
- Kościół św. Jakuba w Kurtowianach (1783-1796)
- Cerkiew bazylianów pw. św. Trójcy w Wolnej (przed 1769)
- Kościół Wniebowzięcia Najświętszej Marii Panny w Hajnie
- Kościół Dominikanów w Druji, proj. Antonio Paracca
- Kościół w Przydrujsku, proj. Anonio Paracca
- Krasław - Biblioteka Platerów
- Zabiałły-Wołyńce - kościół Dominikanów z 1749 roku (proj. J.K. Glaubitz), wieże z lat 1764-1766

### Budynki wybudowane lub przebudowane w XX w. nawiązujące do baroku wileńskiego[2]
- kościół św. Trójcy w Głębokiem (przeb. 1902-1908) proj. Adam Dubowik
- kościół św. Michała Archanioła w Oszmianie (1900-1906) proj. Wacław Michniewicz
- Kościół Zmartwychwstania Pańskiego w Białymstoku (1991-1996) proj. Michał Bałasz
- kościół Przemienienia Pańskiego w Krewie (1993-x) proj. Walery Kuziakin

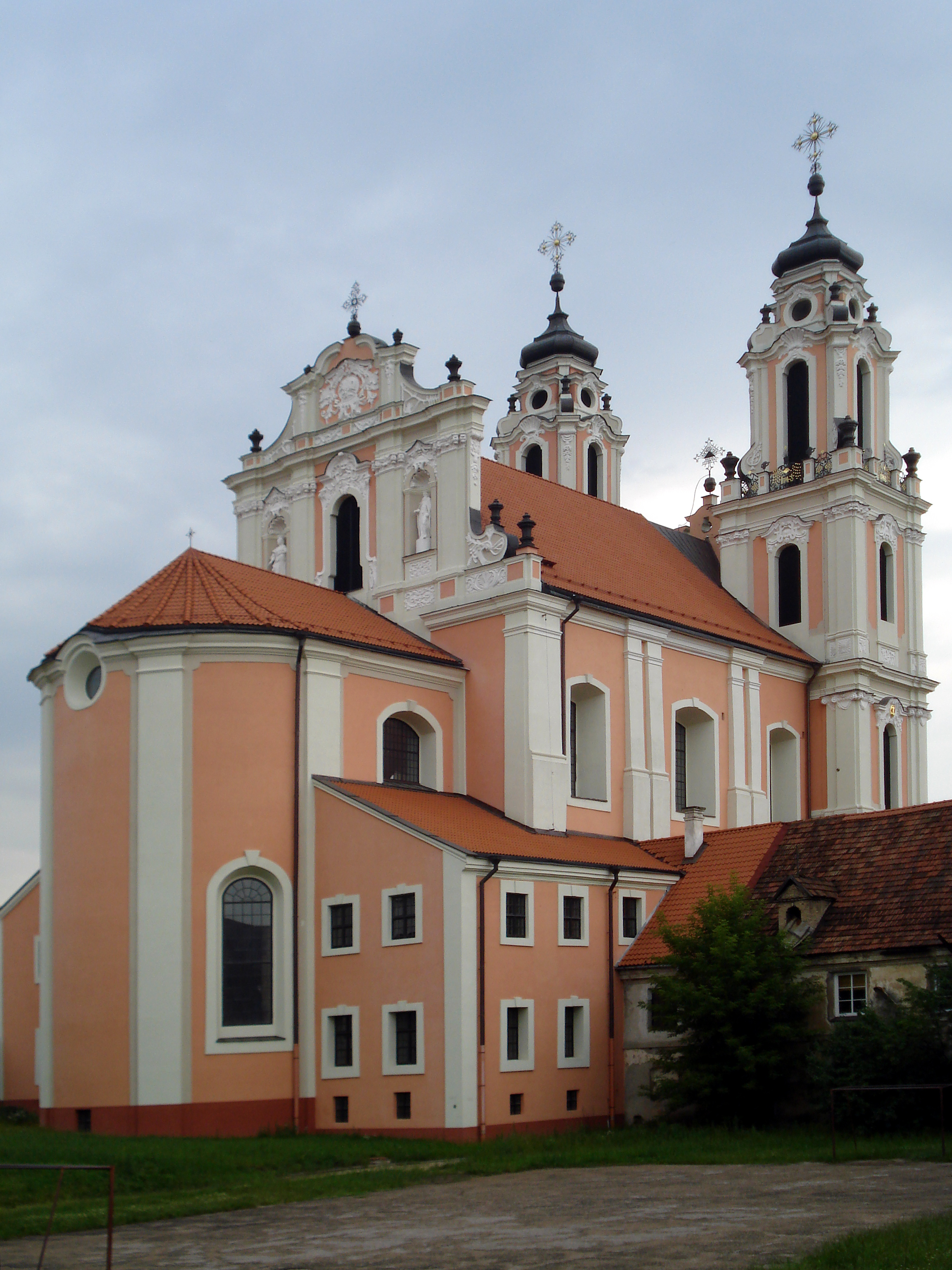
Kościół św. Katarzyny w Wilnie
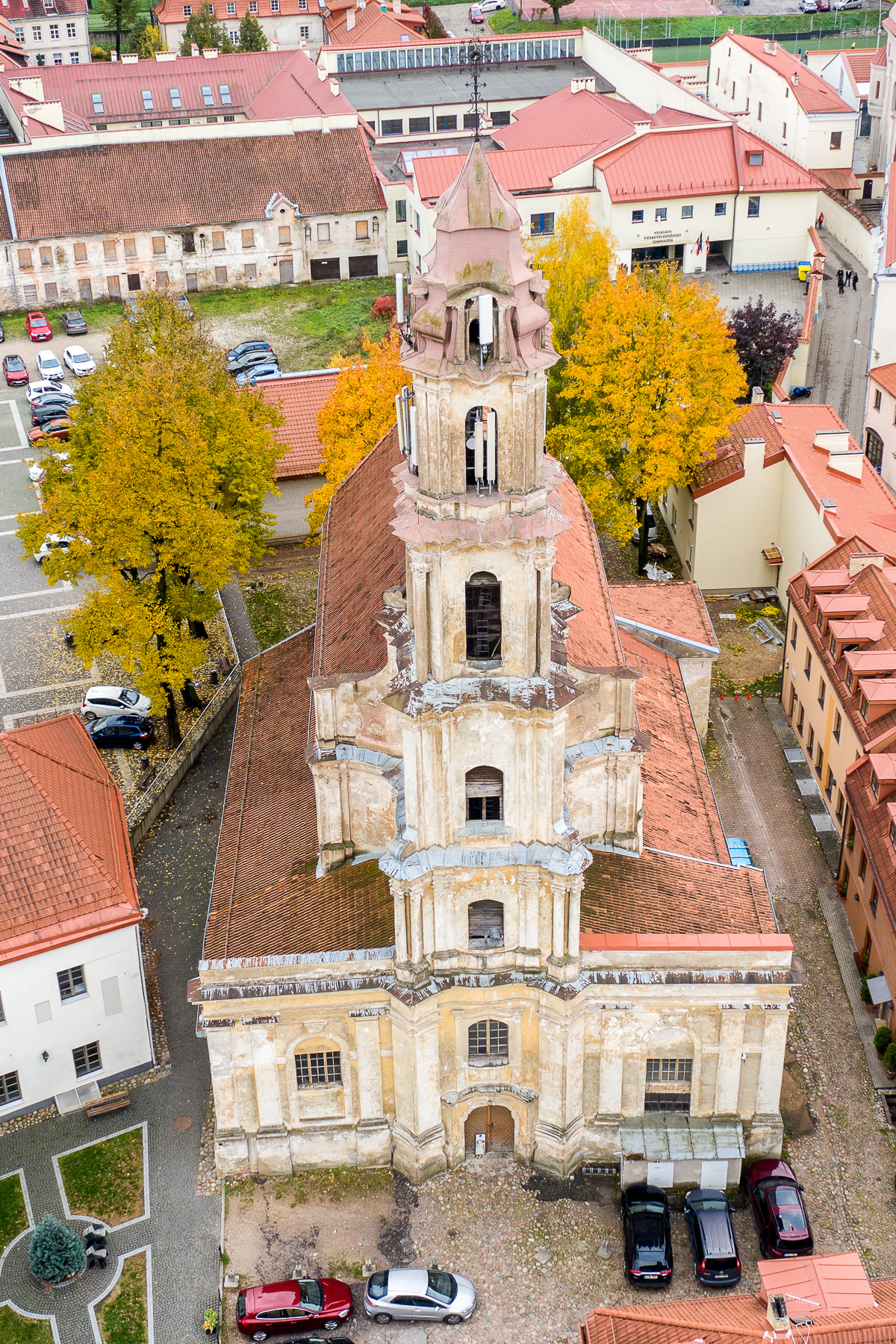
Kościół Augustianów w Wilnie
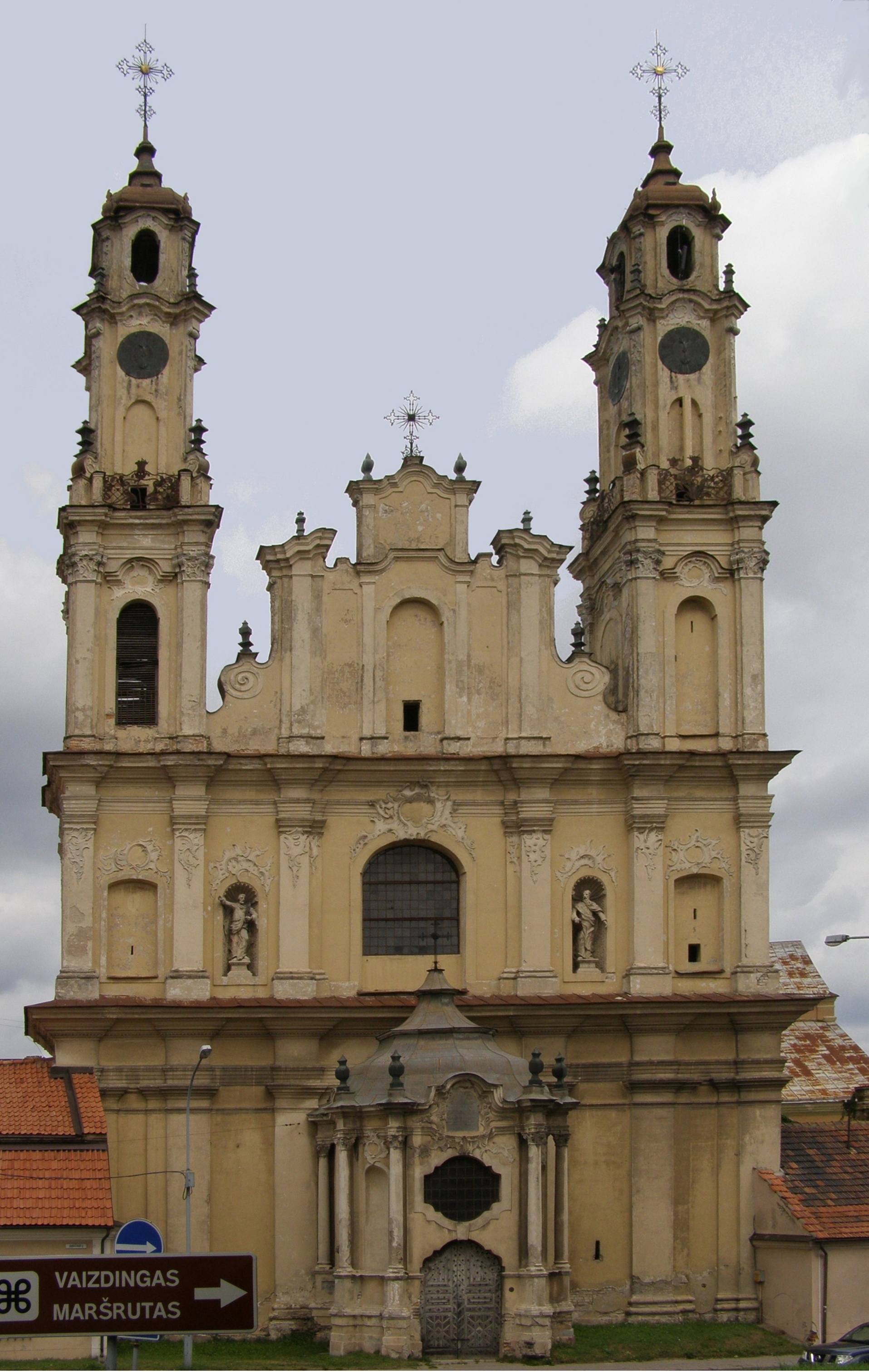
Kościół Misjonarzy w Wilnie
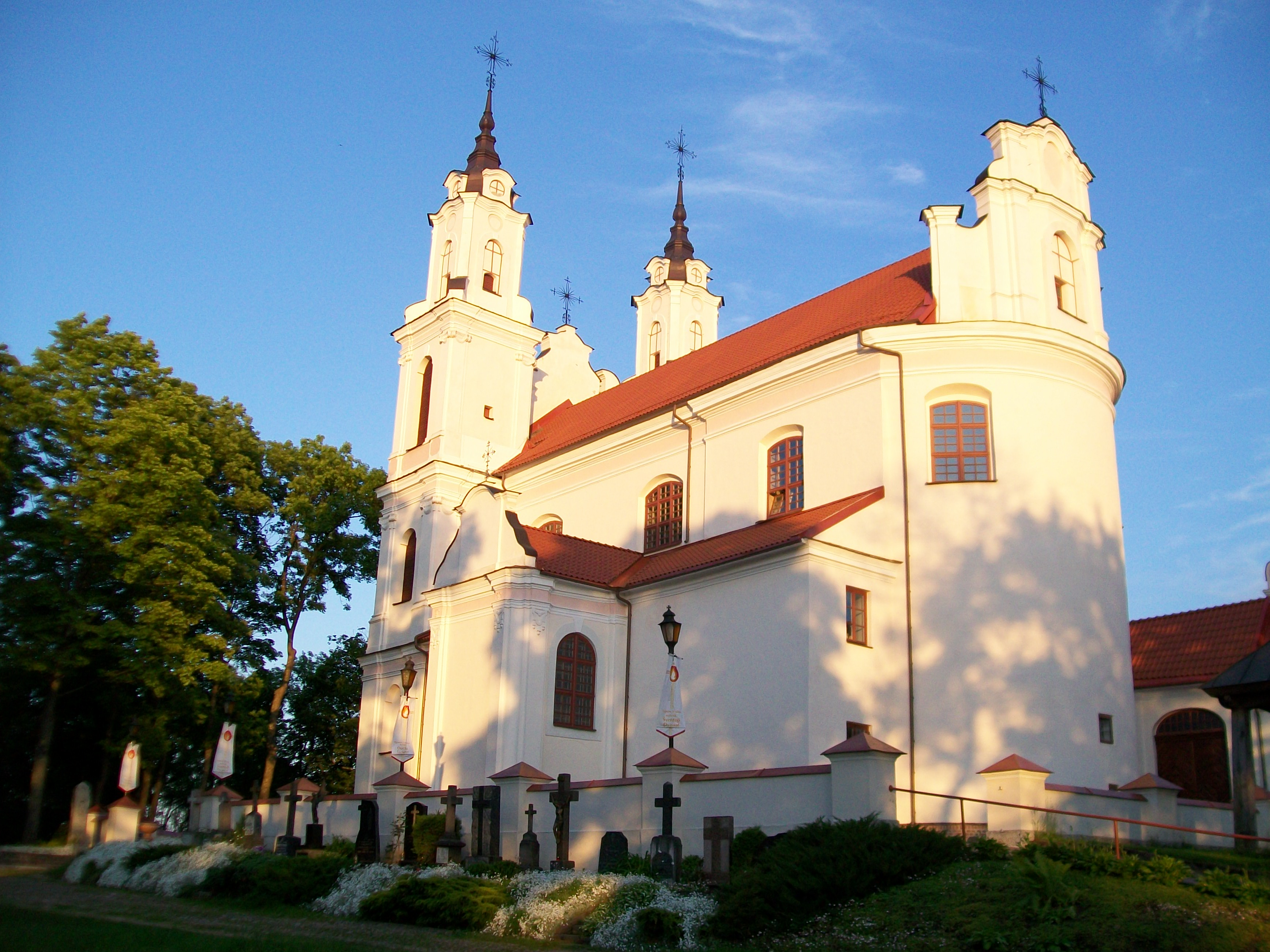
Kościół w Werkach pod Wilnem
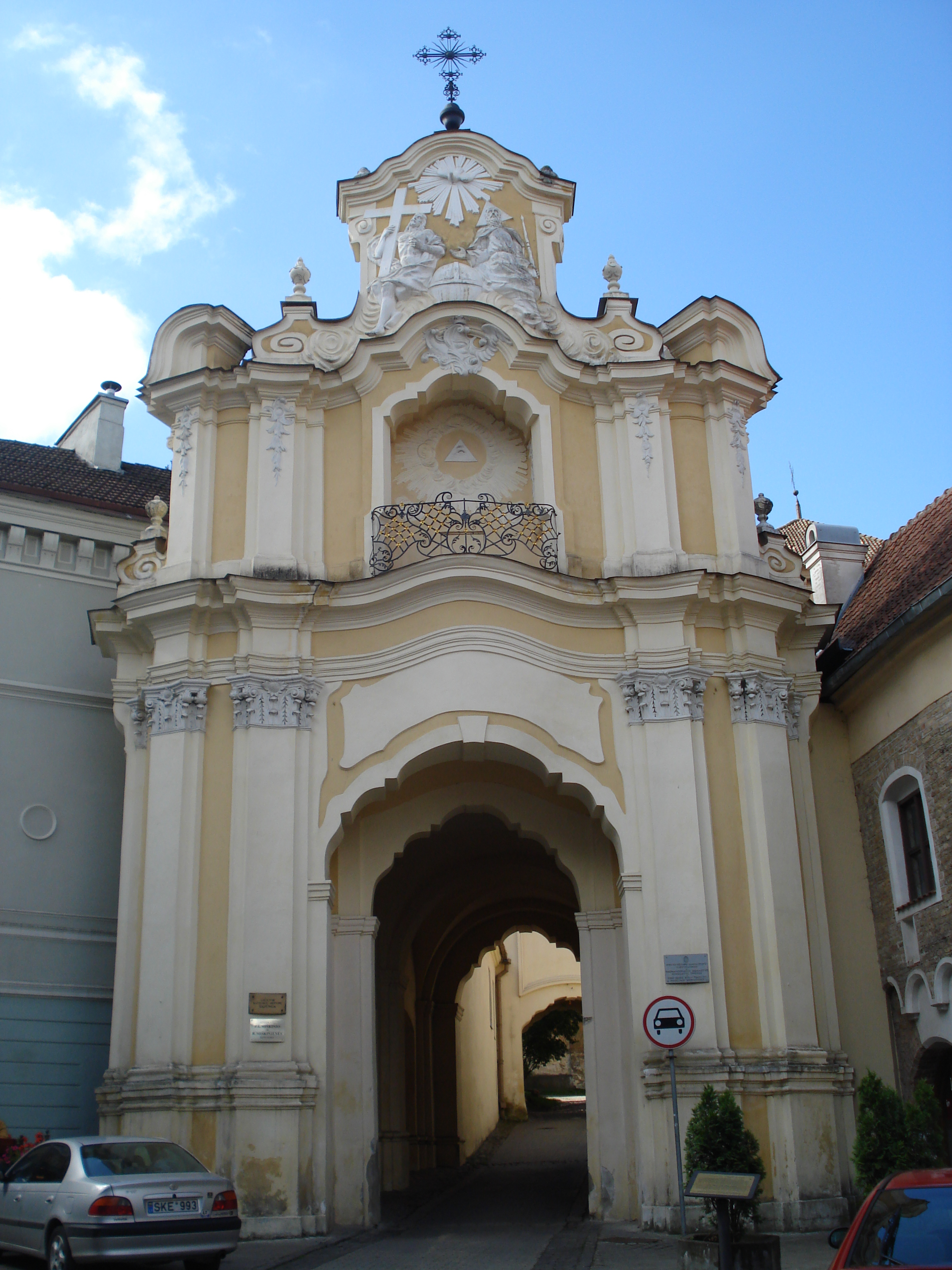
Wrota bazyliańskie w Wilnie
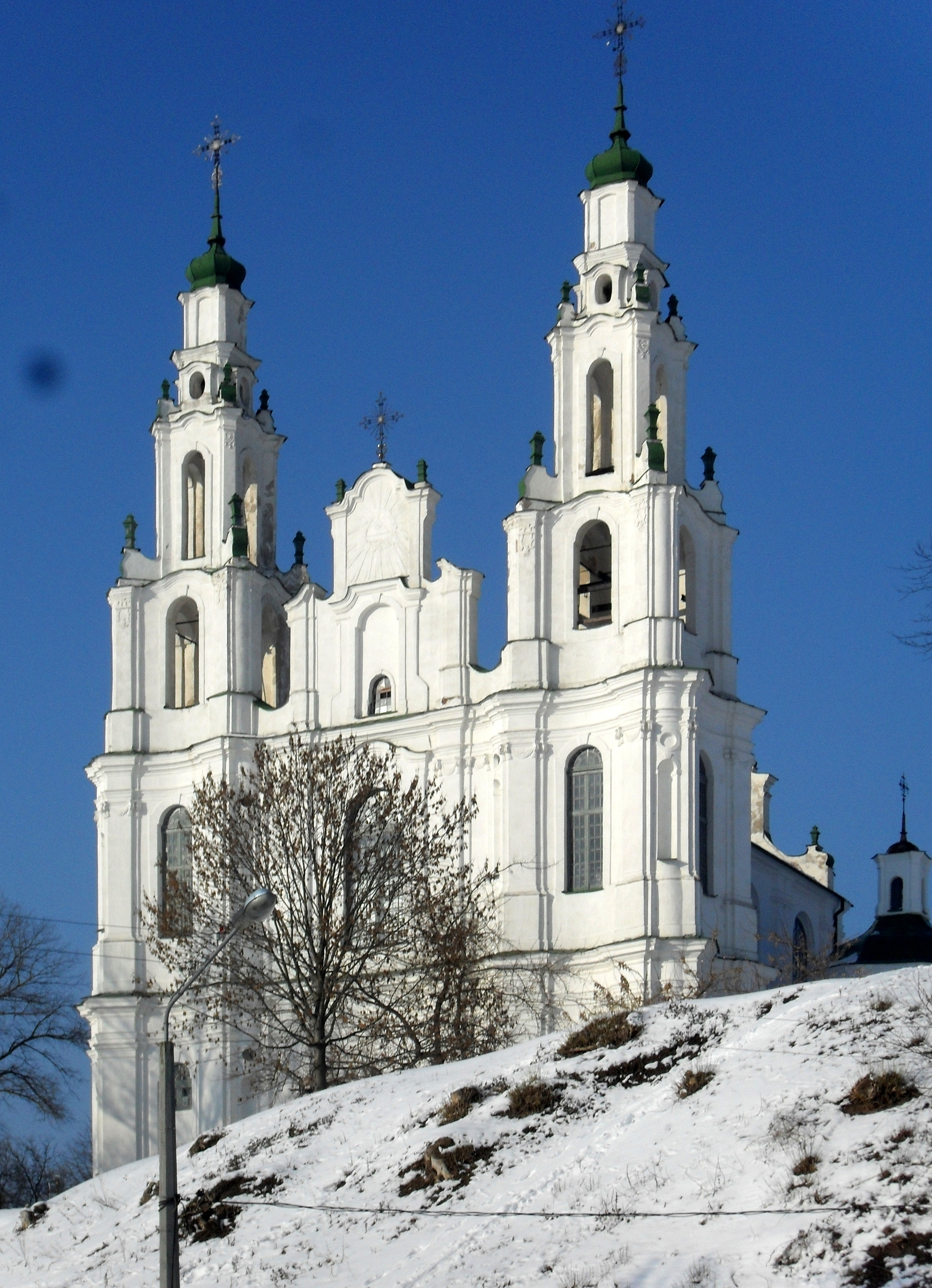
Sobór św. Zofii w Połocku
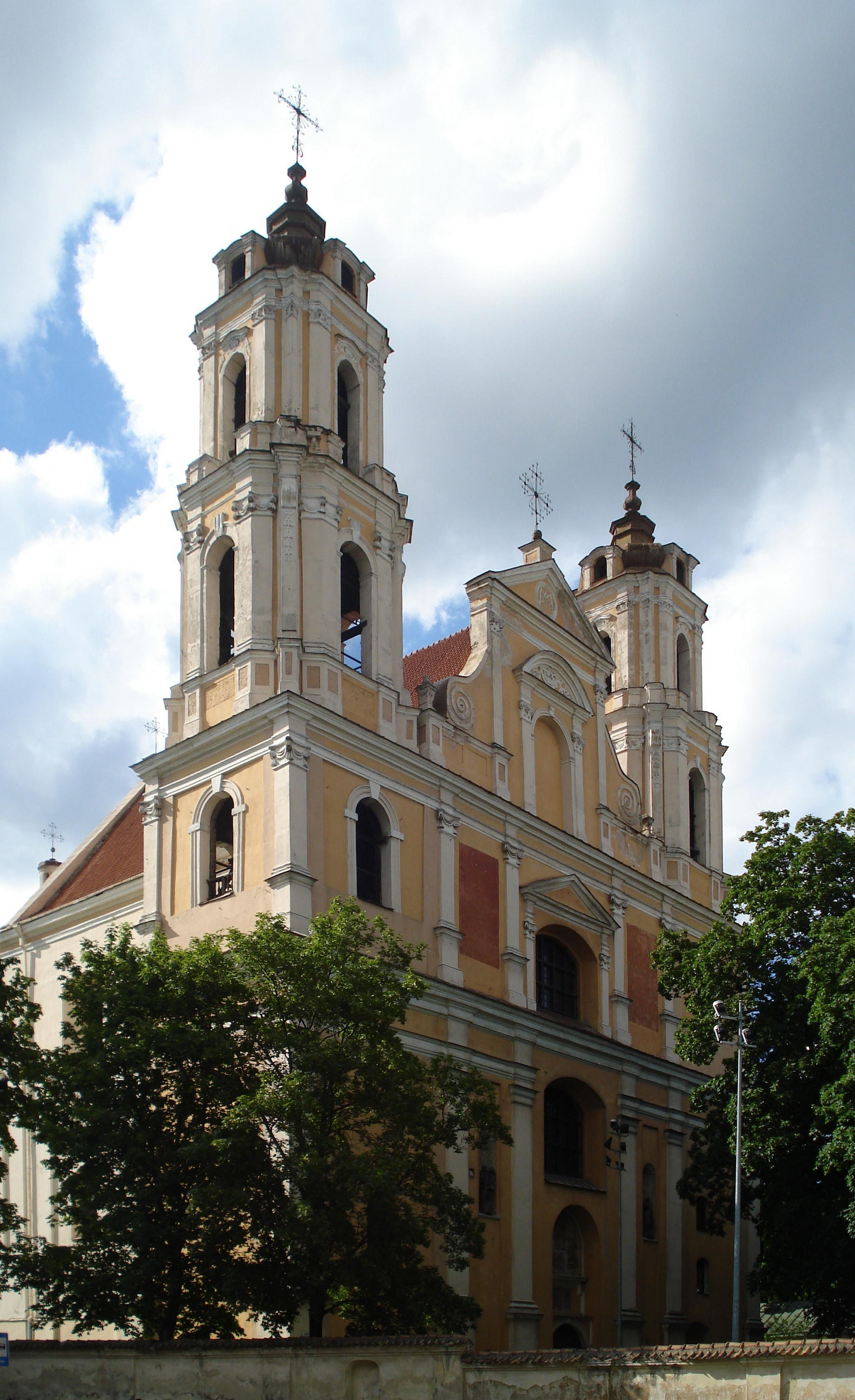
Kościół św. Jakuba i Filipa w Wilnie
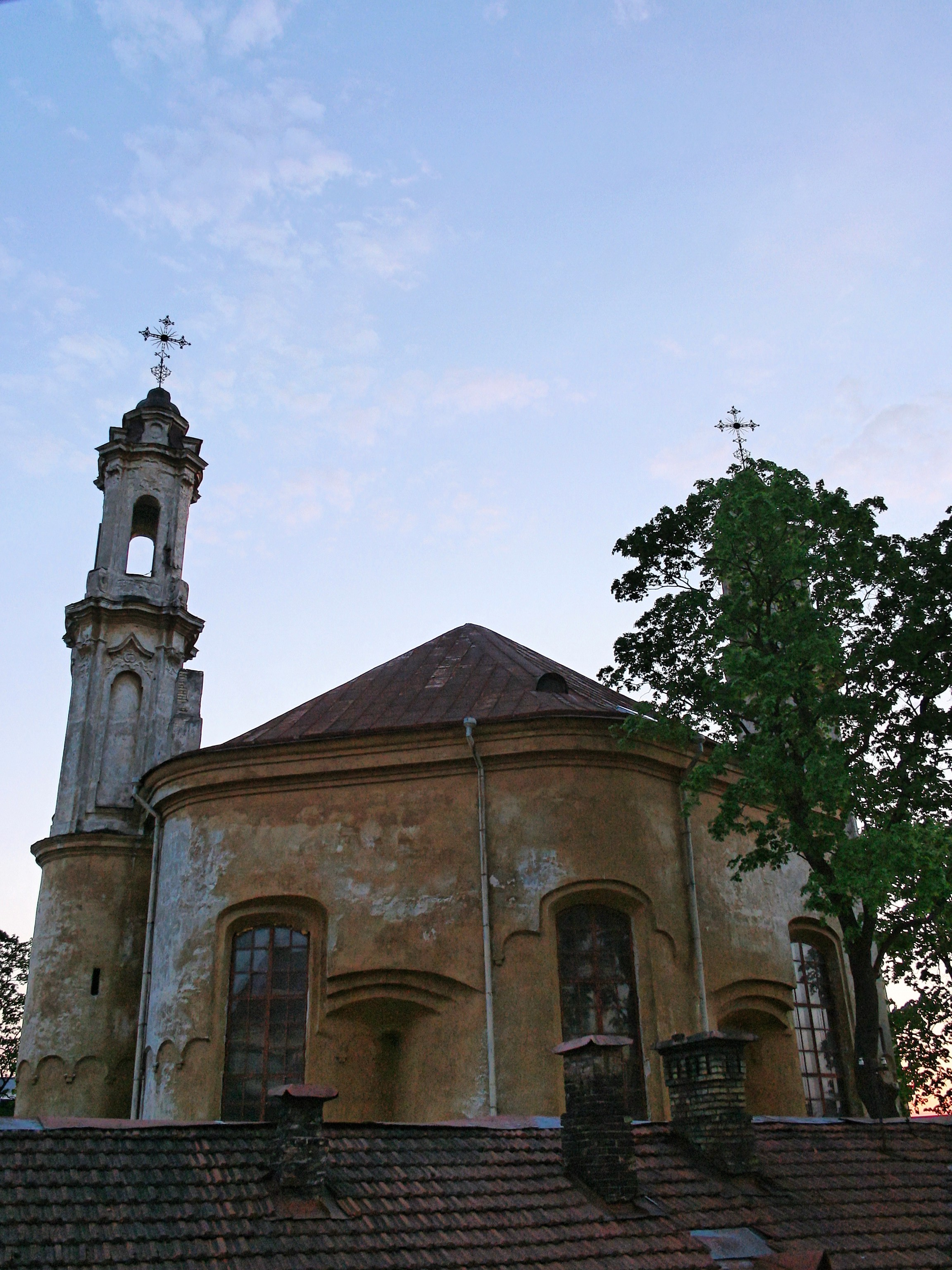
Cerkiew św. Trójcy w Wilnie
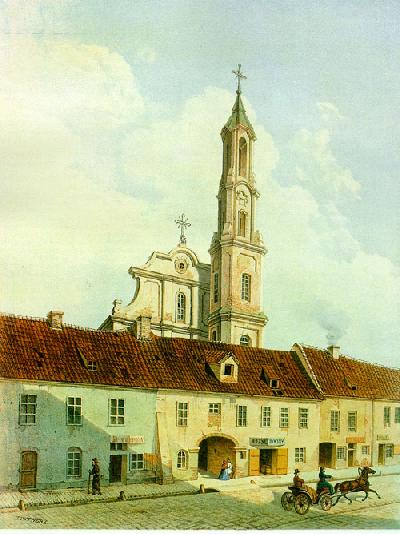
Cerkiew św. Mikołaja w Wilnie (przed przebudową w XIX w.)
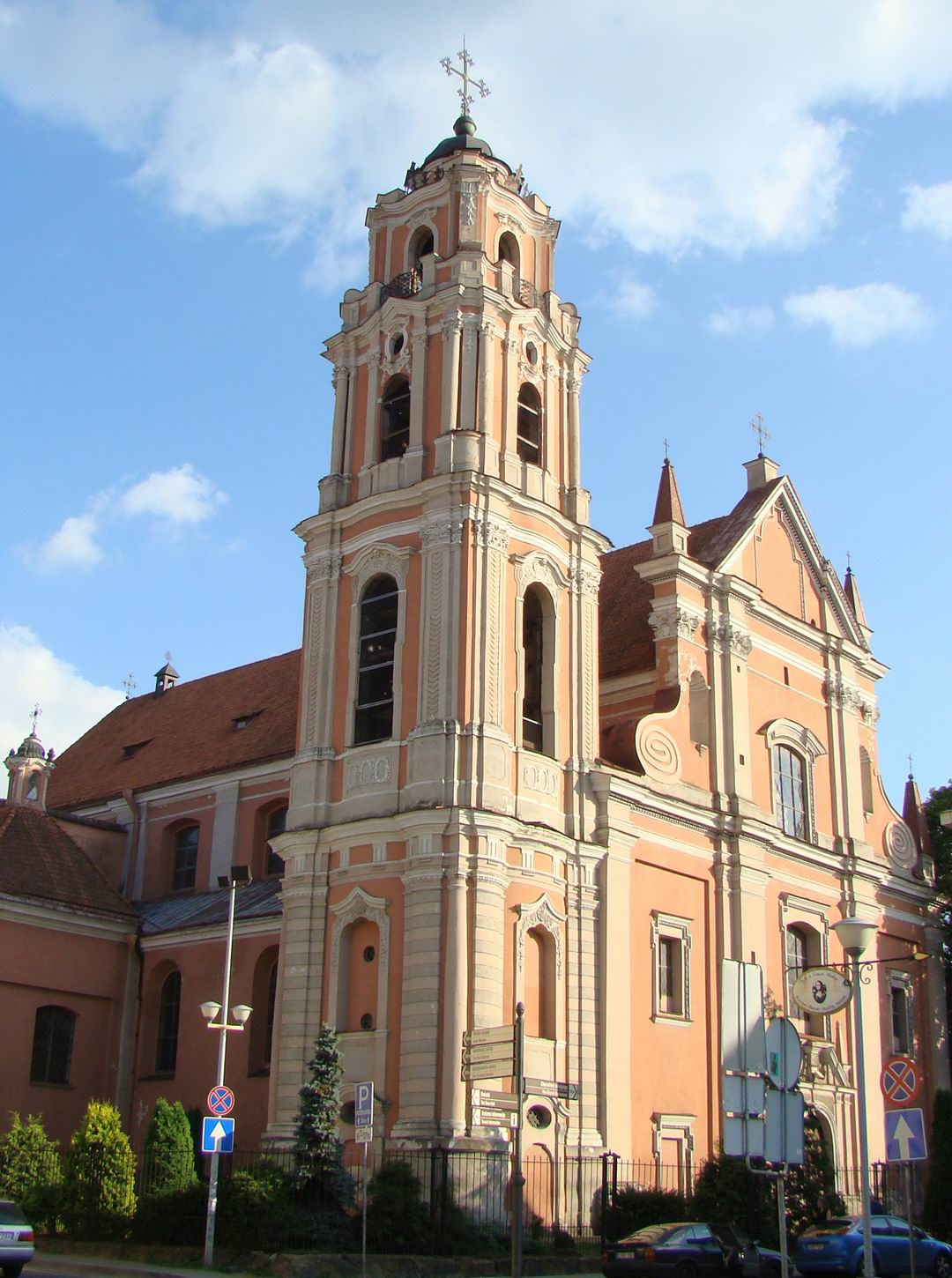
Kościół Wszystkich Świętych w Wilnie
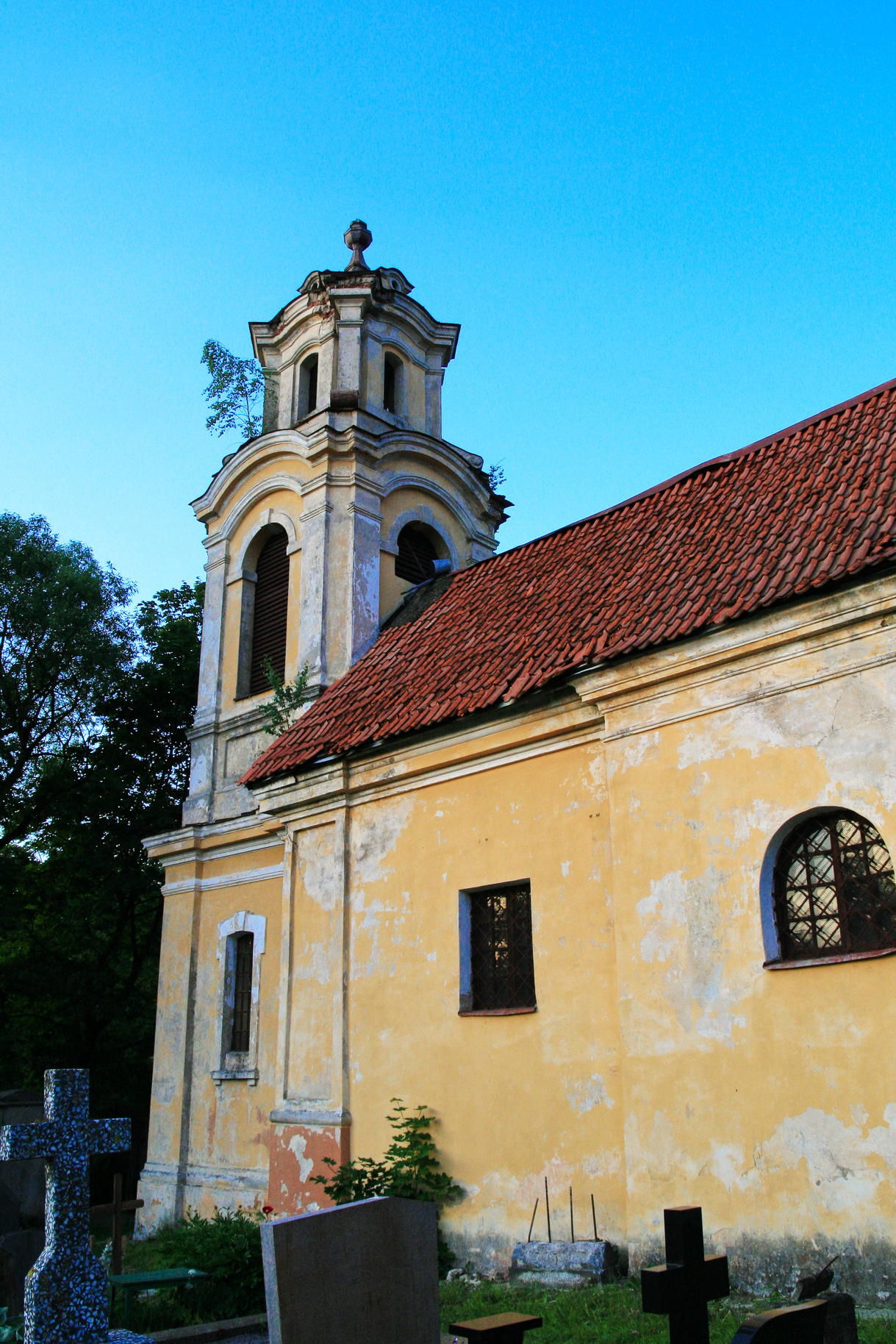
Kaplica w Ponarach
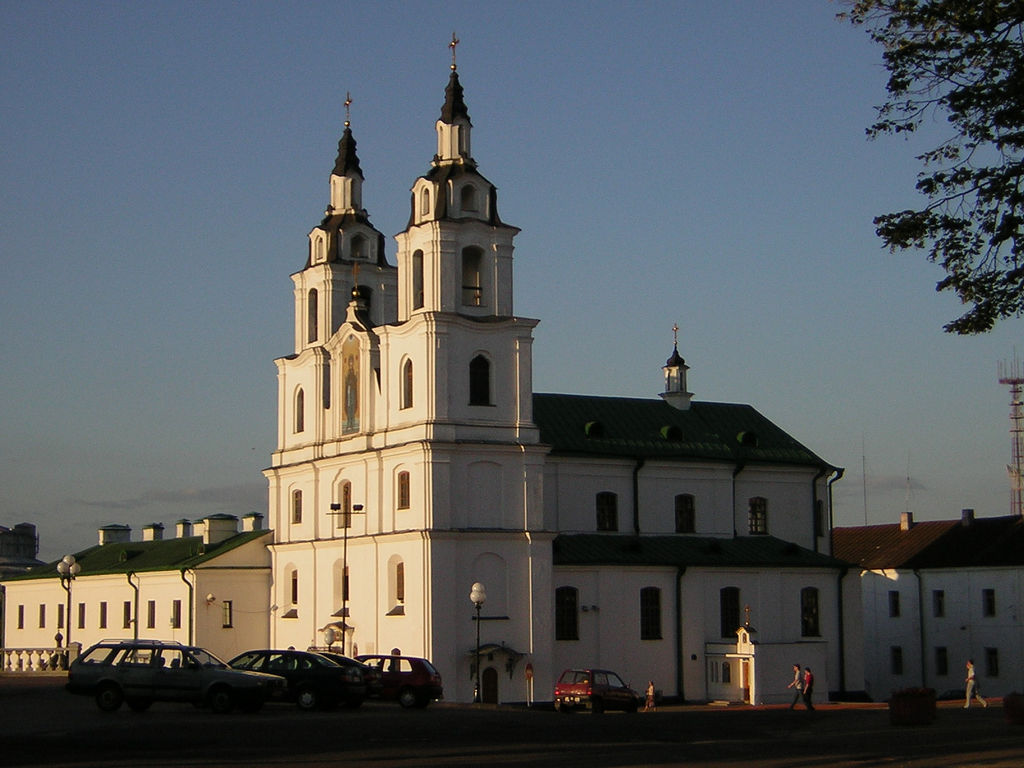
Kościół Bernardynek w Mińsku
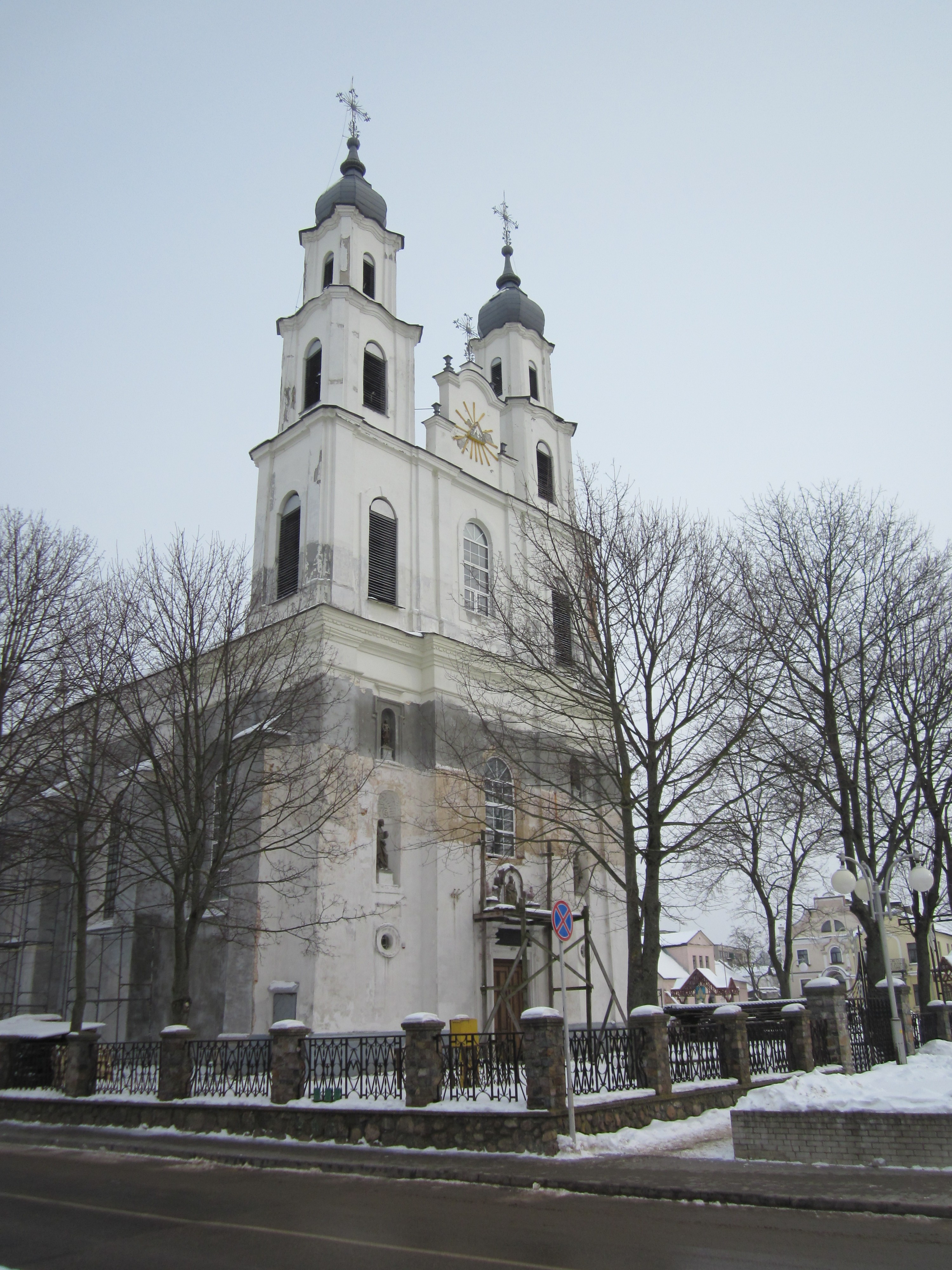
Kościół Wniebowzięcia Najświętszej Maryi Panny w Zdzięciole
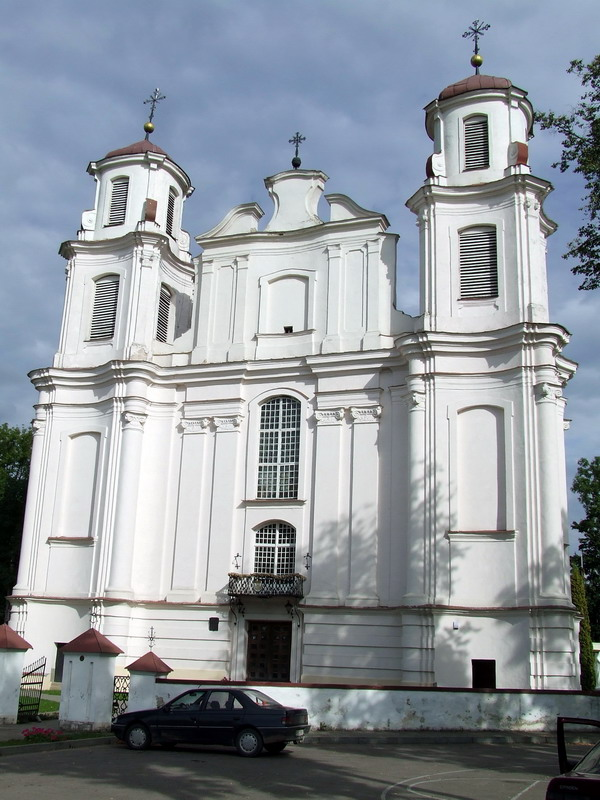
Kościół św. Michała Archanioła i św. Jana Chrzciciela w Jeźnie
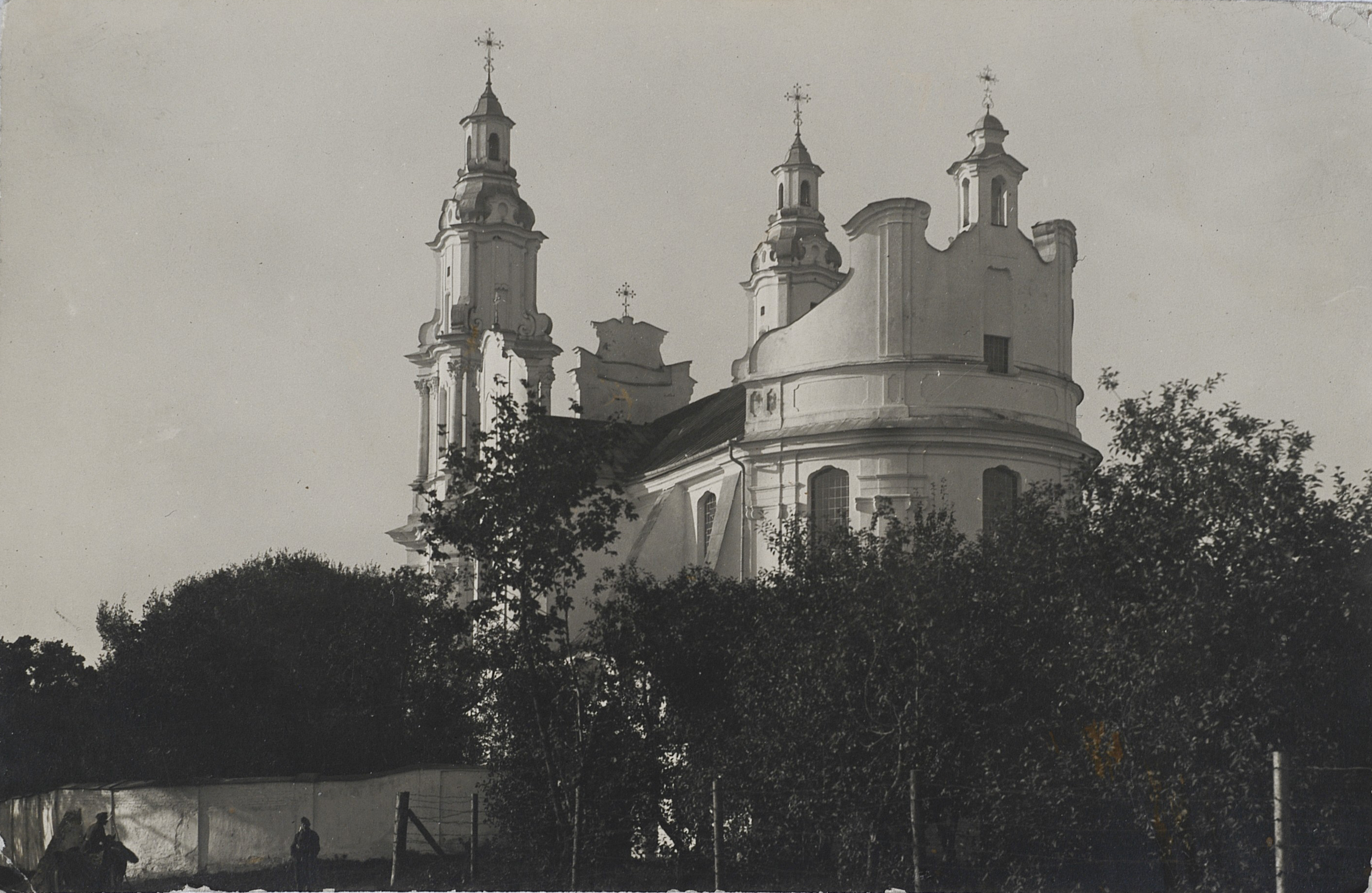
Cerkiew bazyliańska w Berezweczu (zburzona)
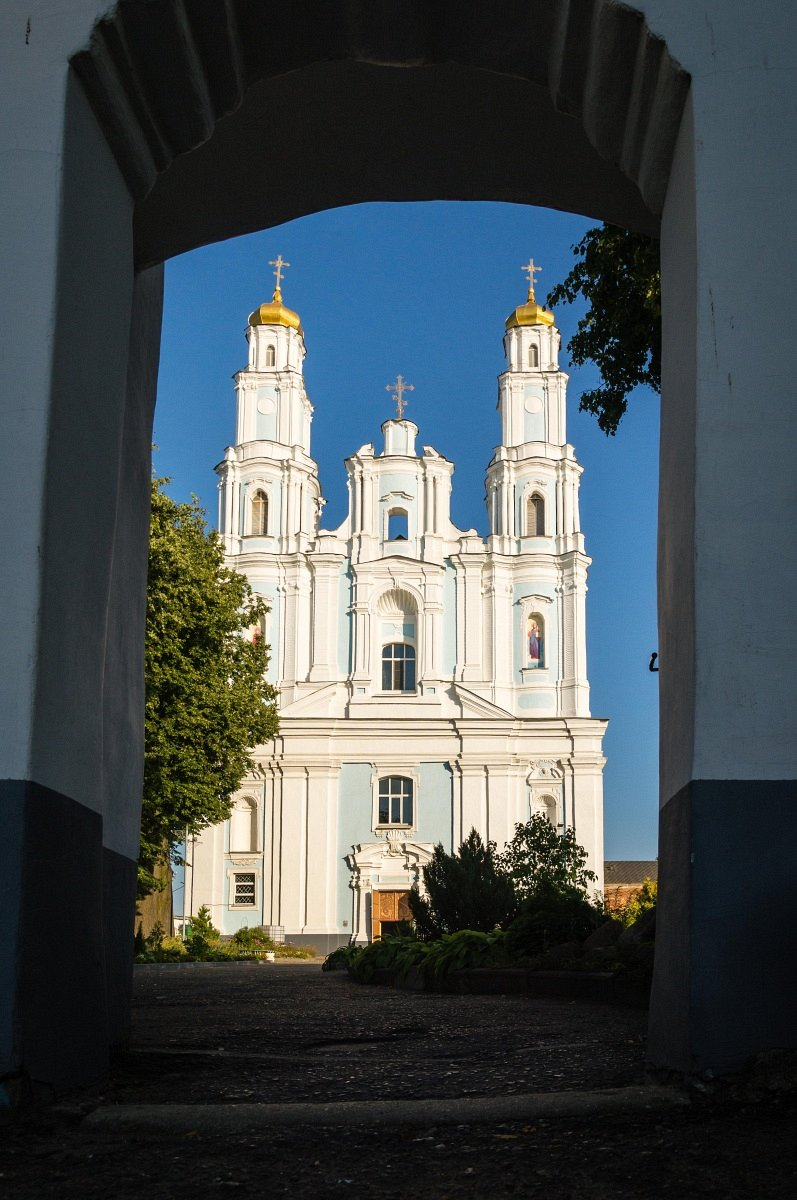
Kościół karmelitów w Głębokiem
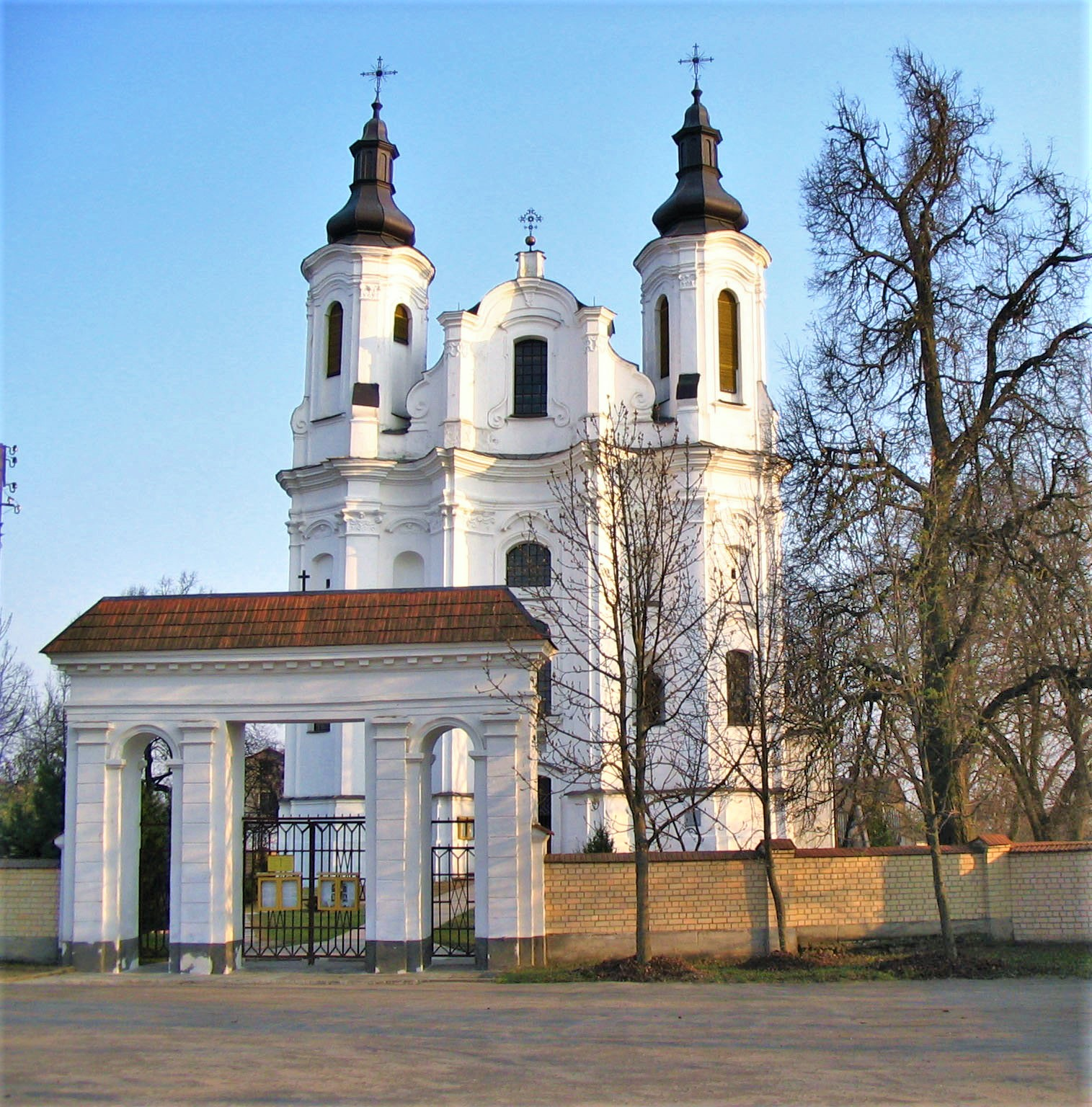
Kościół św. Andrzeja w Słonimiu
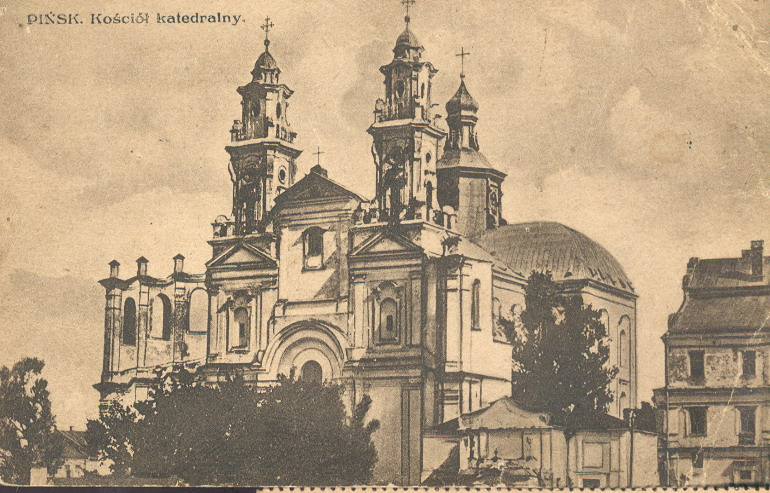
Kościół Jezuitów w Pińsku (zburzony)
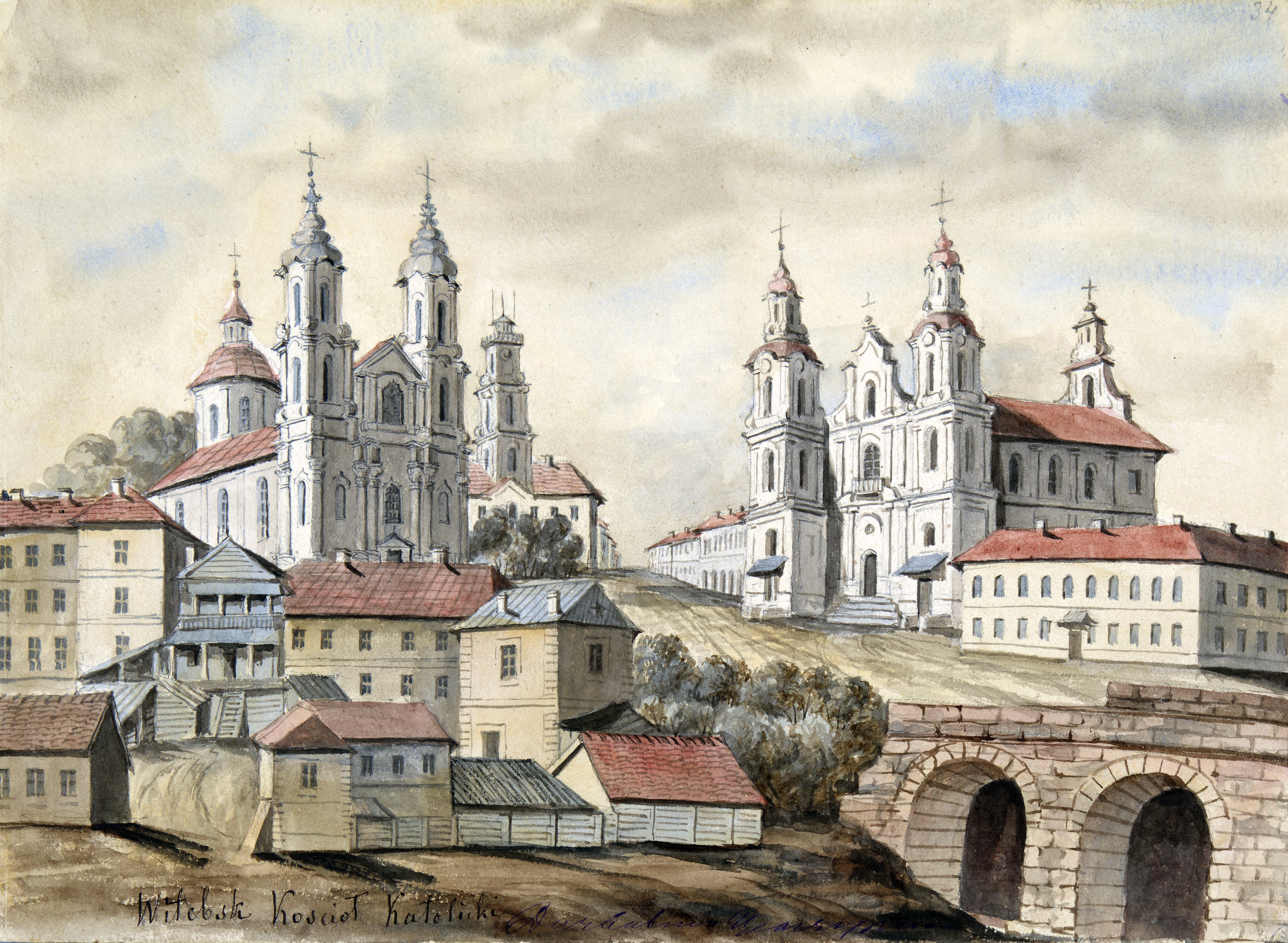
Cerkiew bazyliańska w Witebsku (po lewej) i kościół św. Antoniego (po prawej)
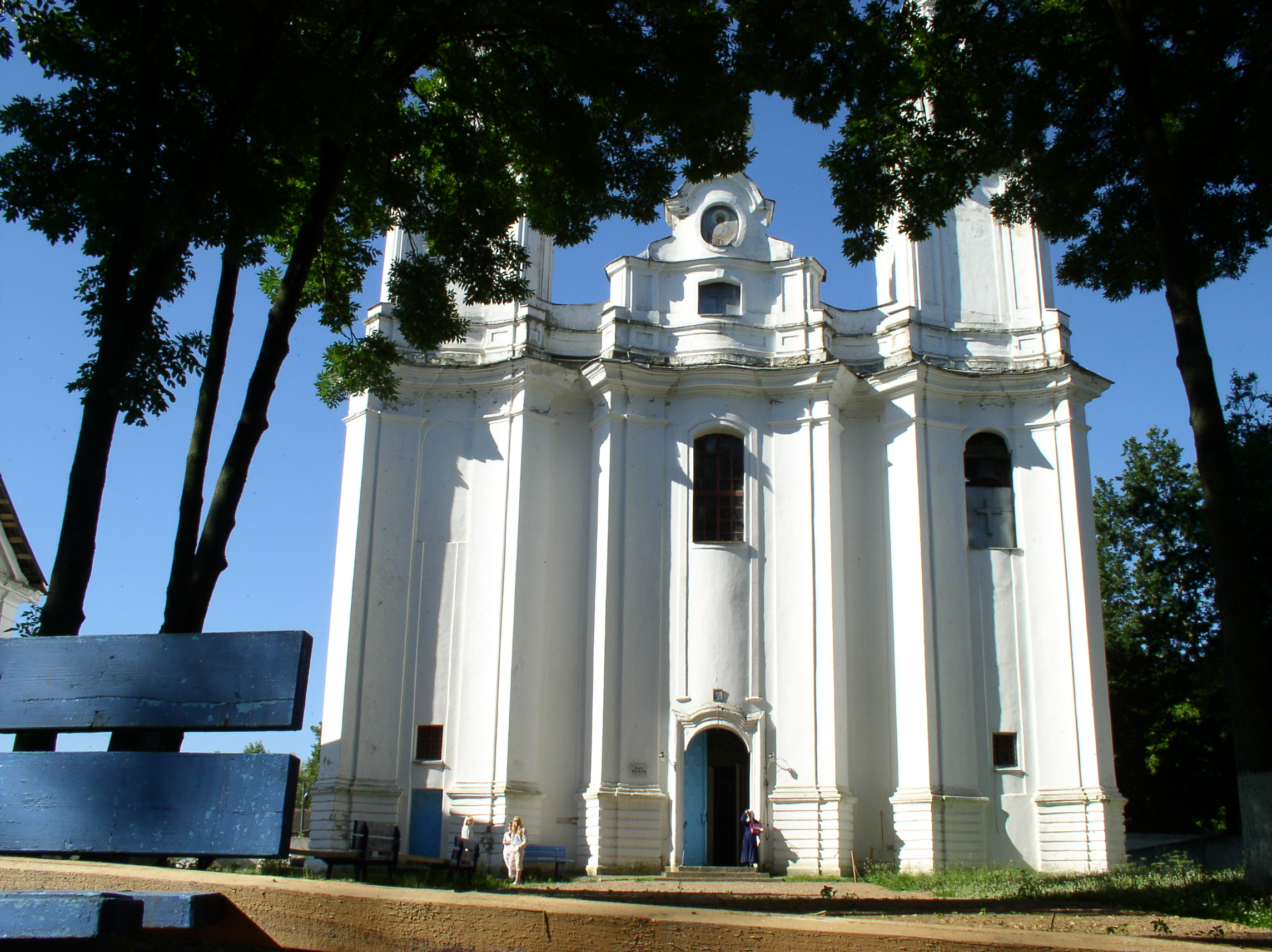
Cerkiew Opieki Matki Bożej w Tołoczynie
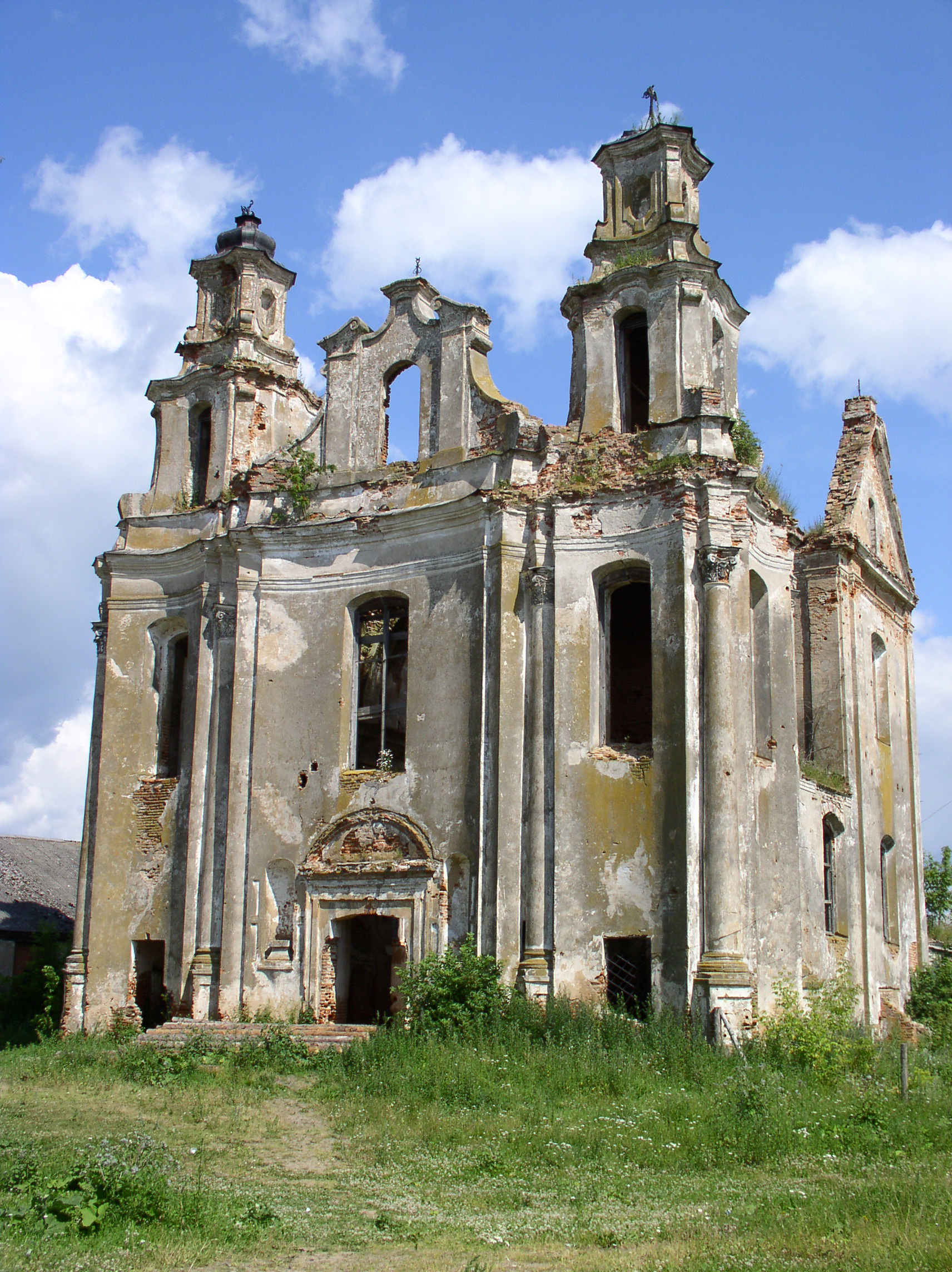
Kościół NMP w Smolanach
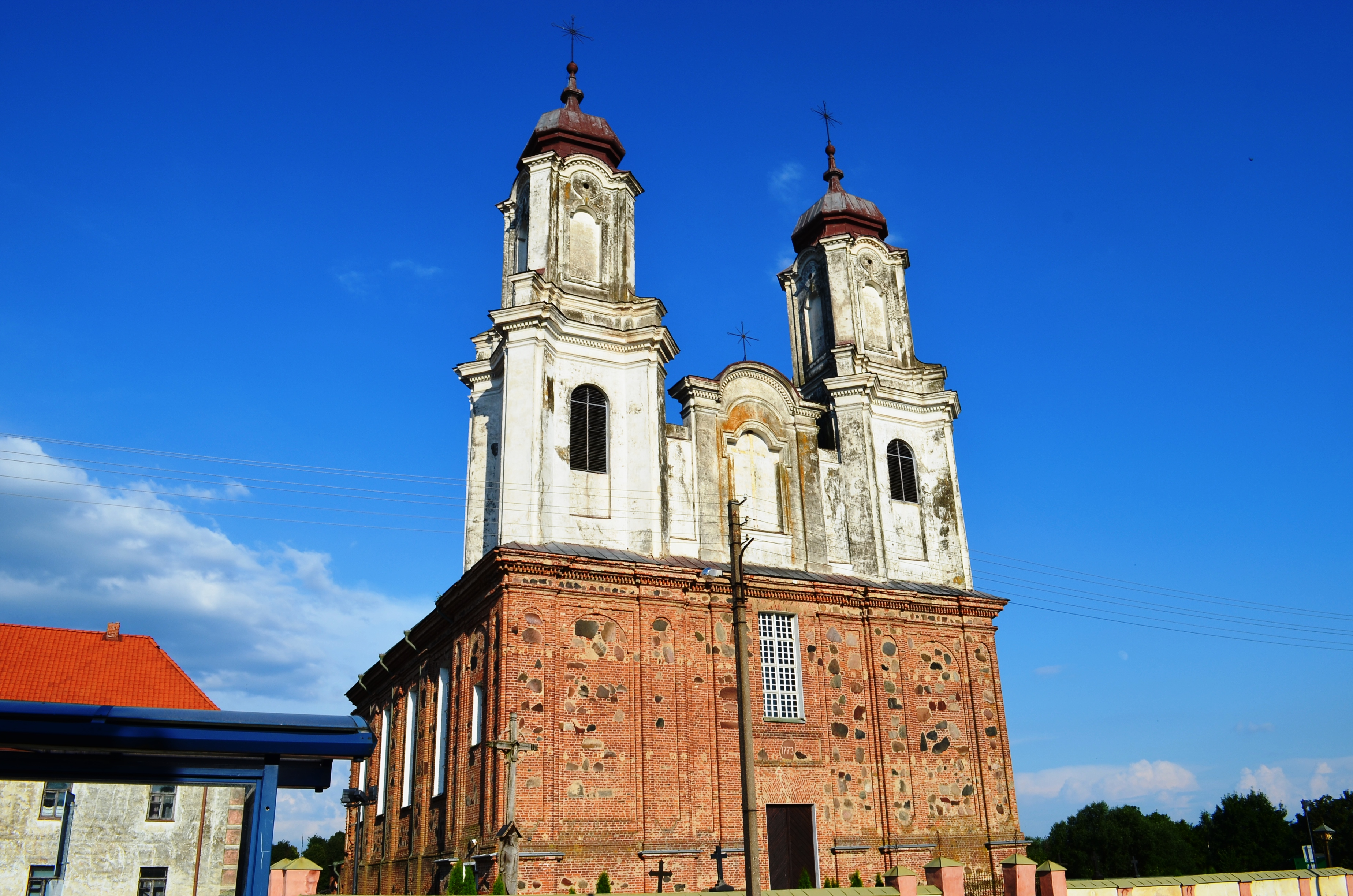
Kościół Zwiastowania Najświętszej Maryi Pannie w Datnowie
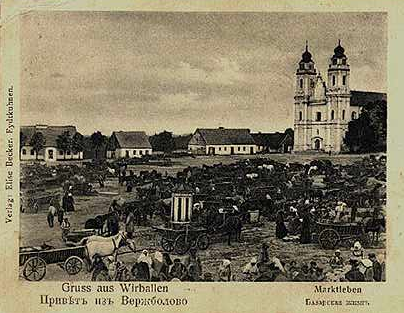
Kościół św. Michała Archanioła w Wierzbołowie (zburzony)
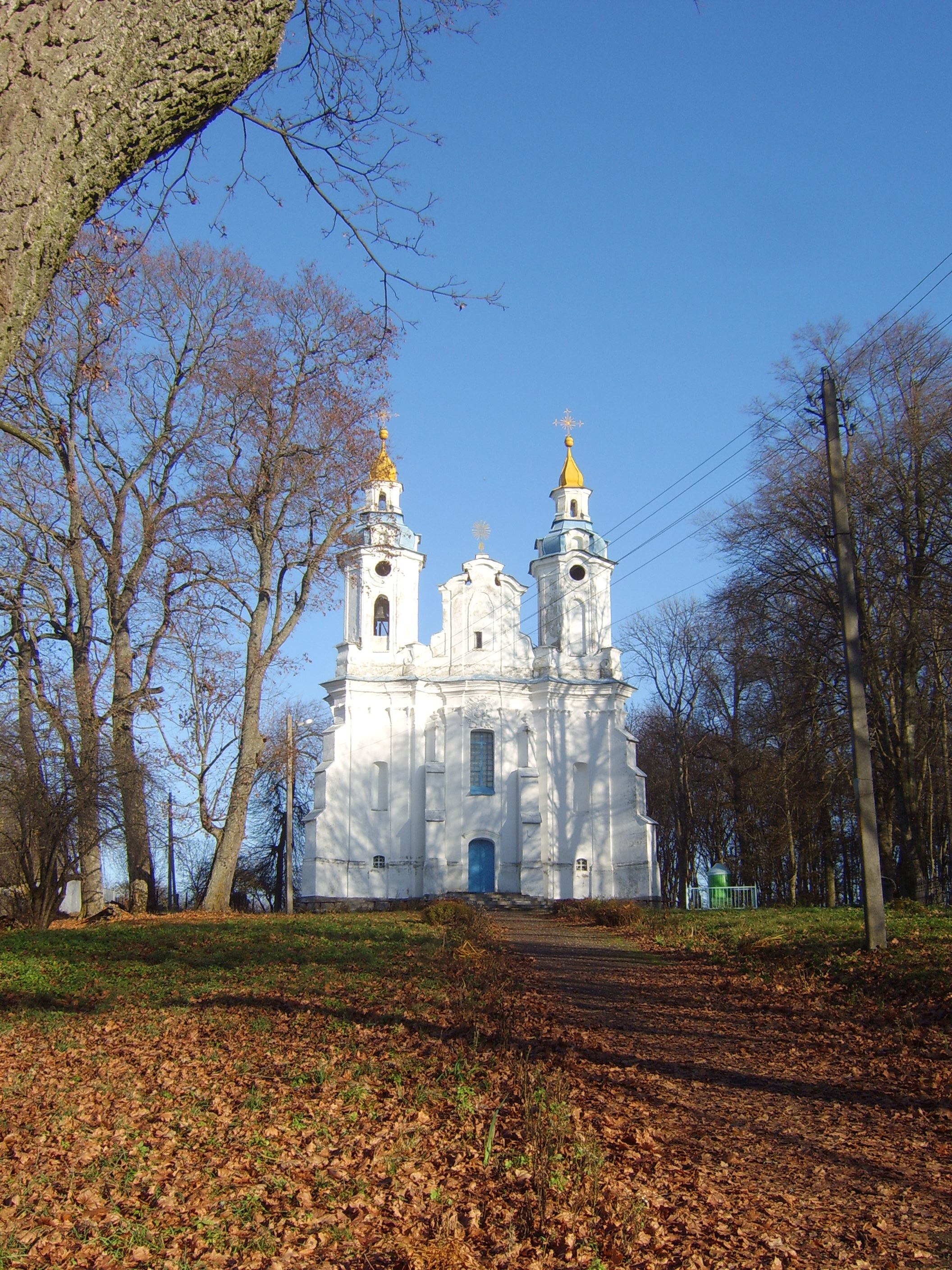
Cerkiew Trójcy Świętej w Wolnej
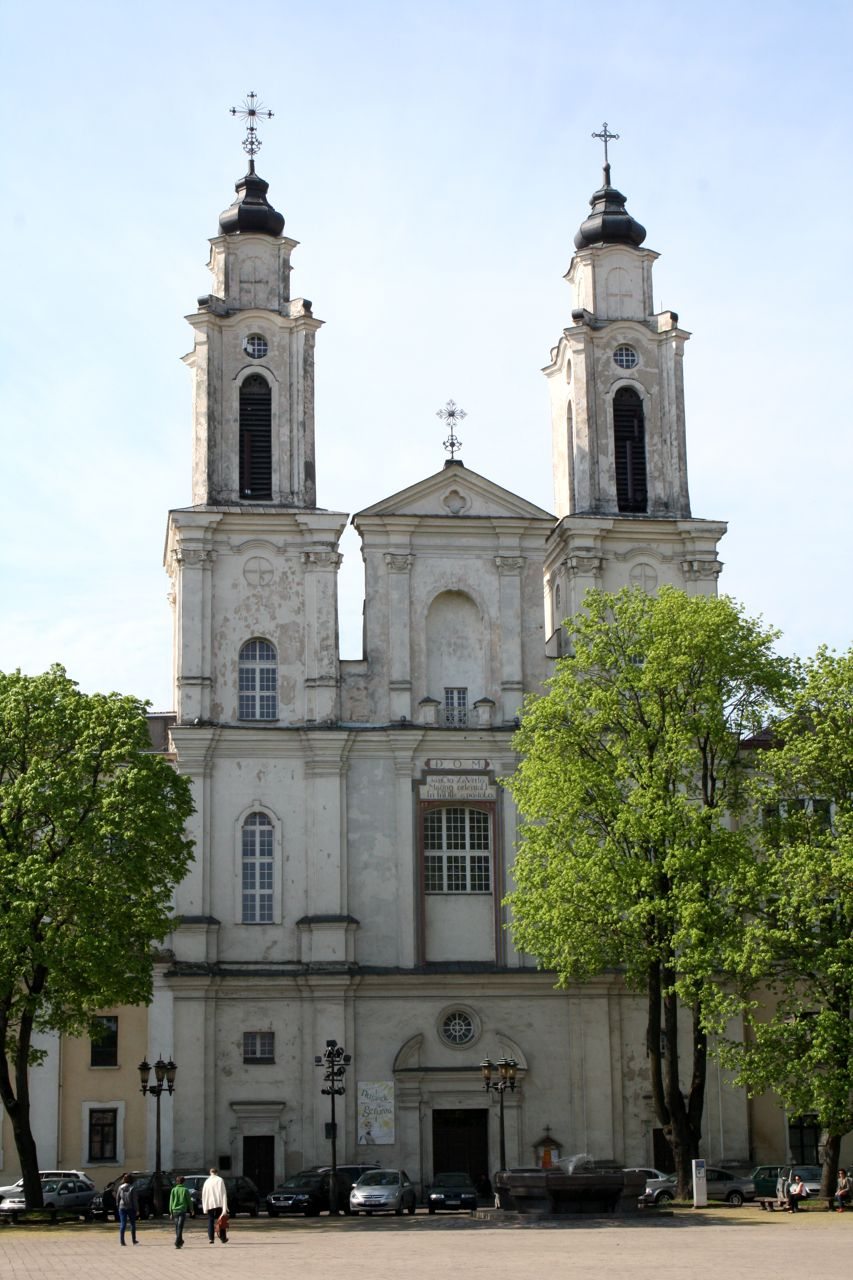
Kościół Franciszka Ksawerego w Kownie
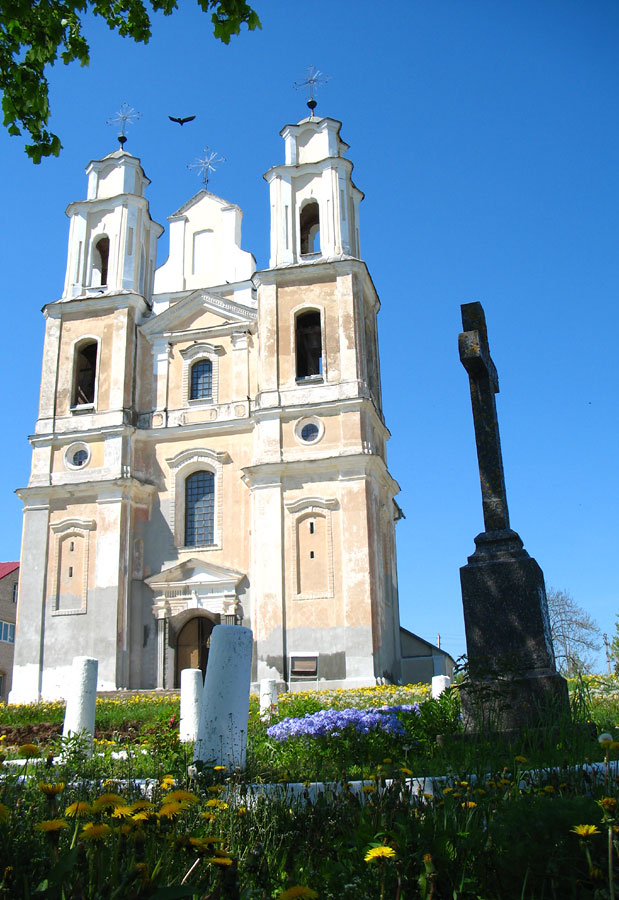
Kościół Przemienienia Pańskiego w Hermanowiczach
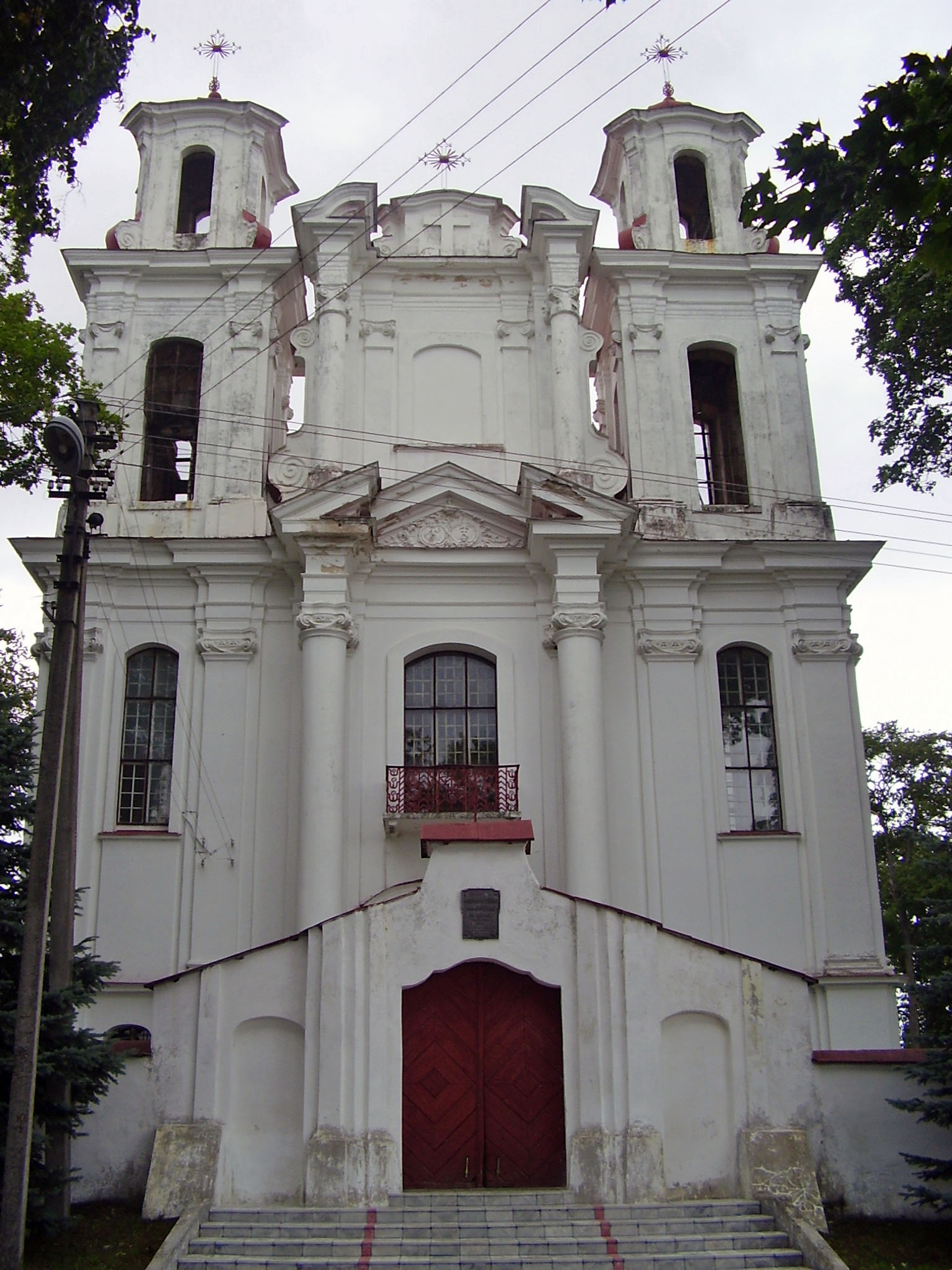
Kościół św. Trójcy w Stokliszkach
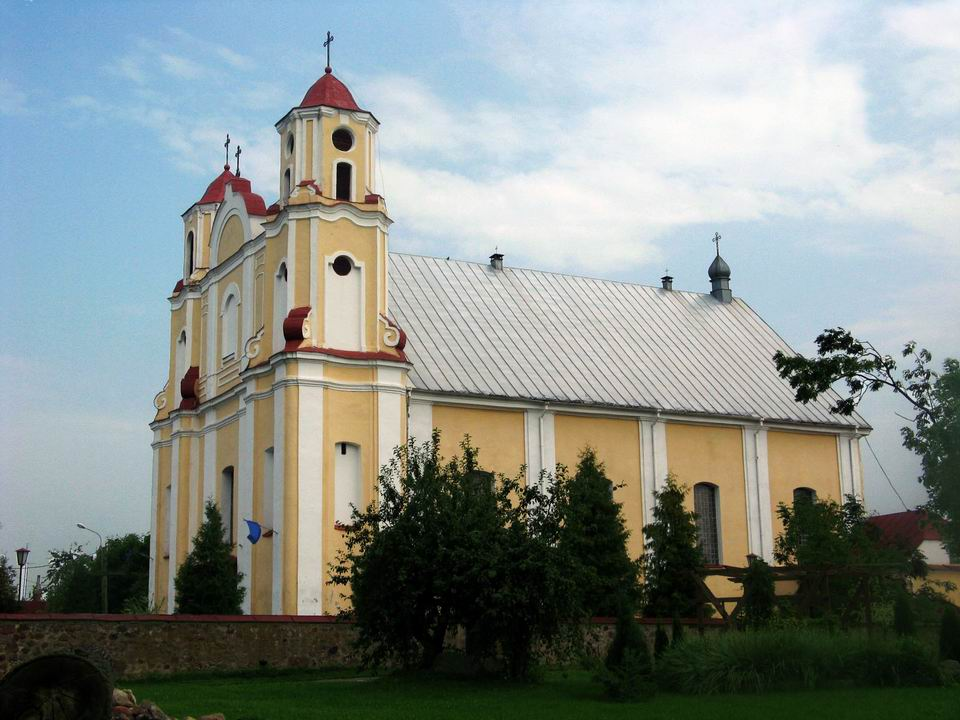
Kościół św. Jana w Wasiliszkach
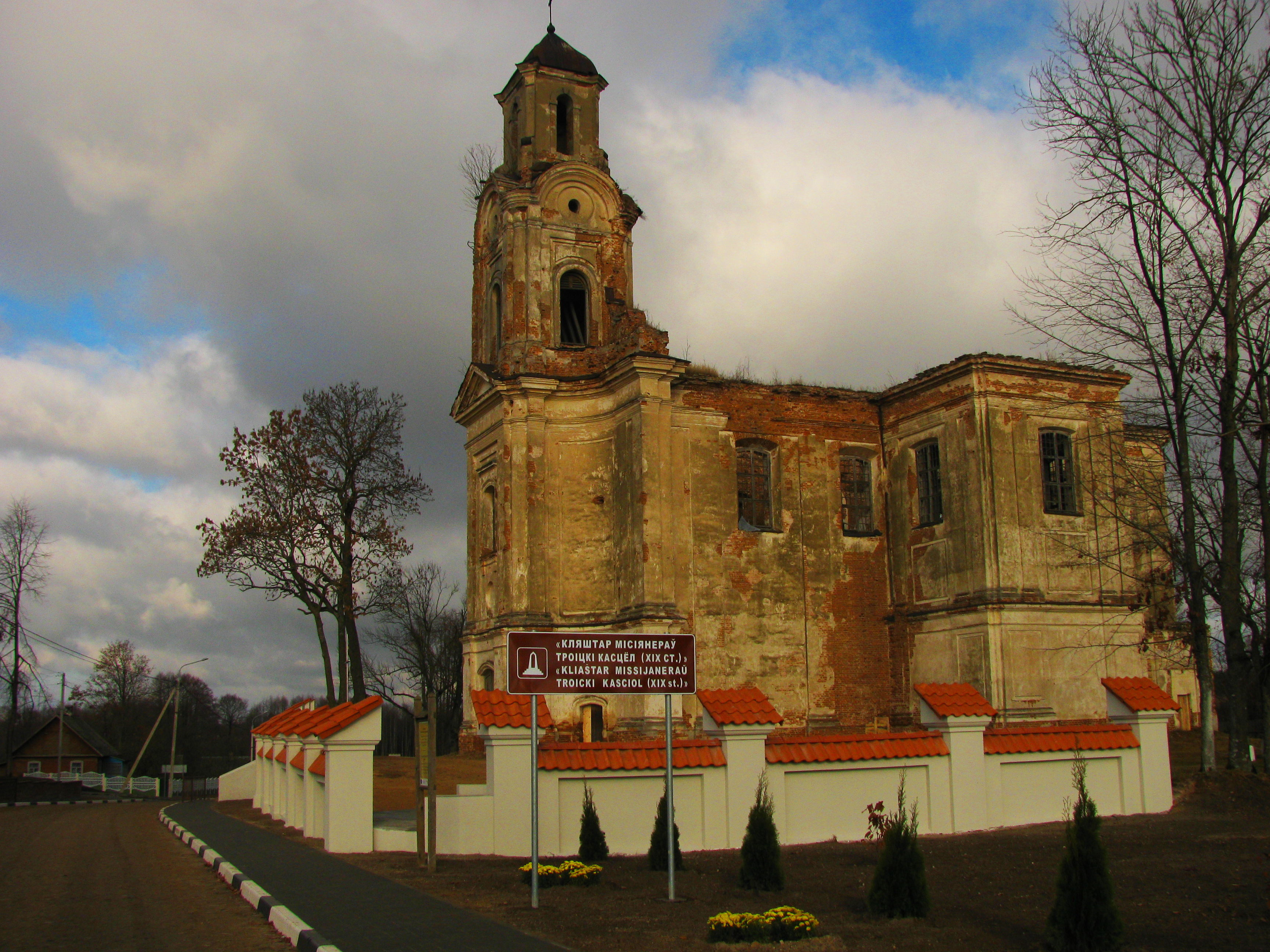
Kościół Trójcy Świętej w Łyskowie
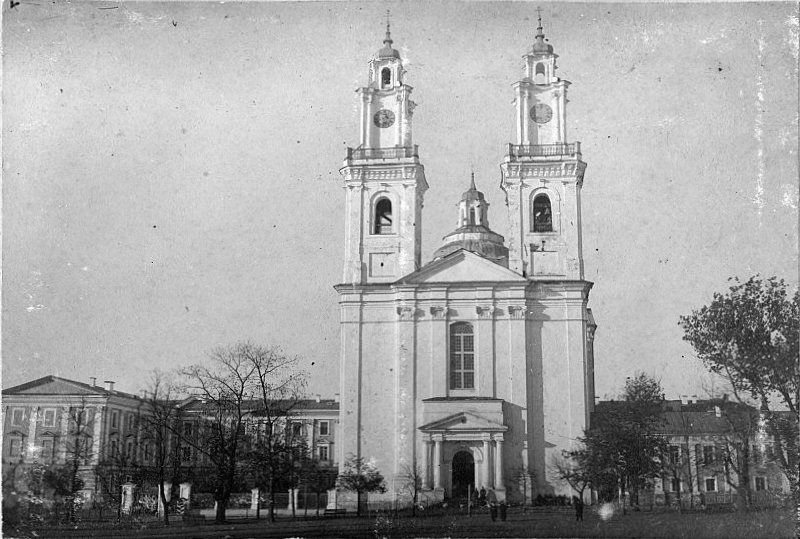
Kościół św. Stefana w Połocku (zburzony)
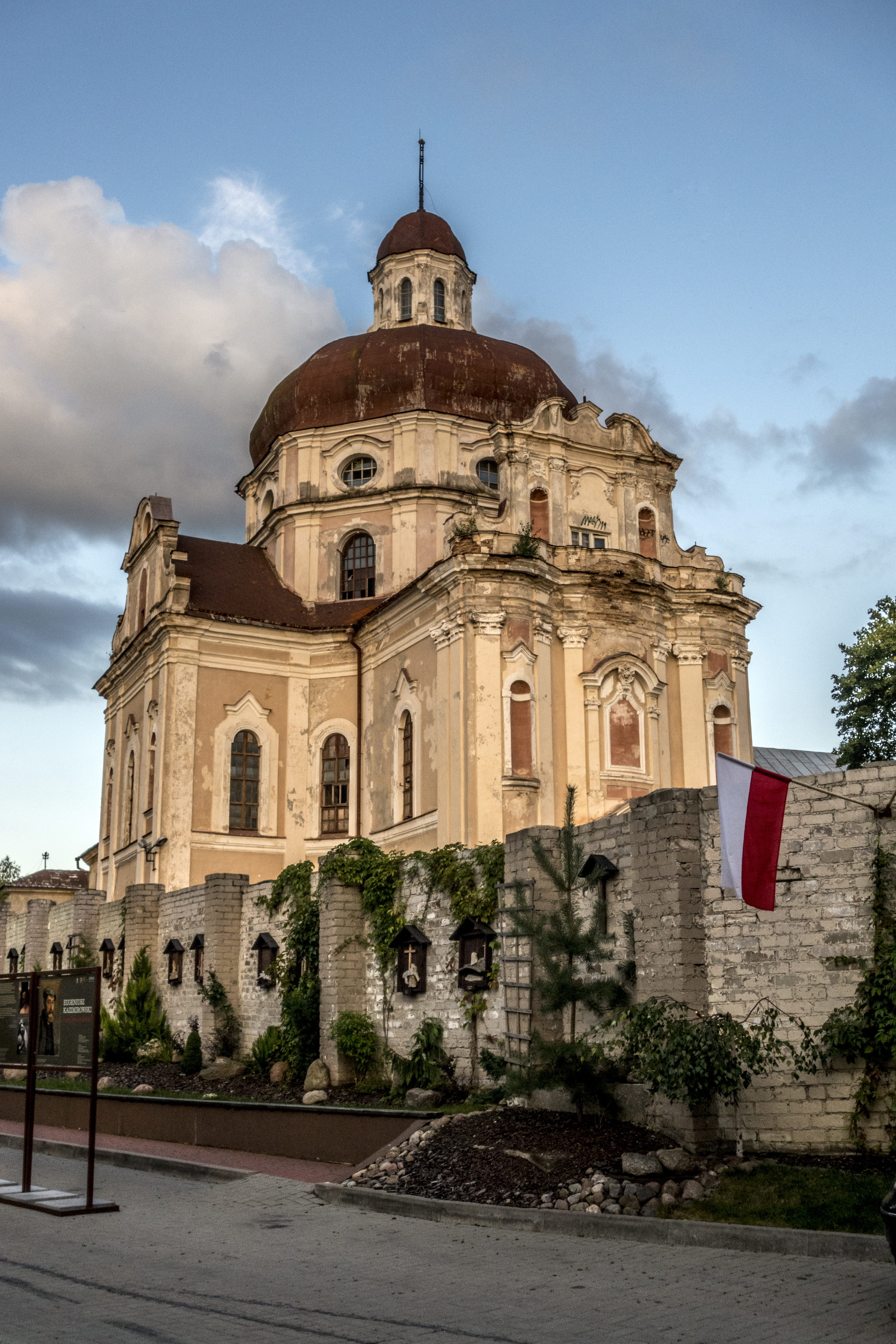
Kościół Serca Jezusowego w Wilnie (Wizytek)
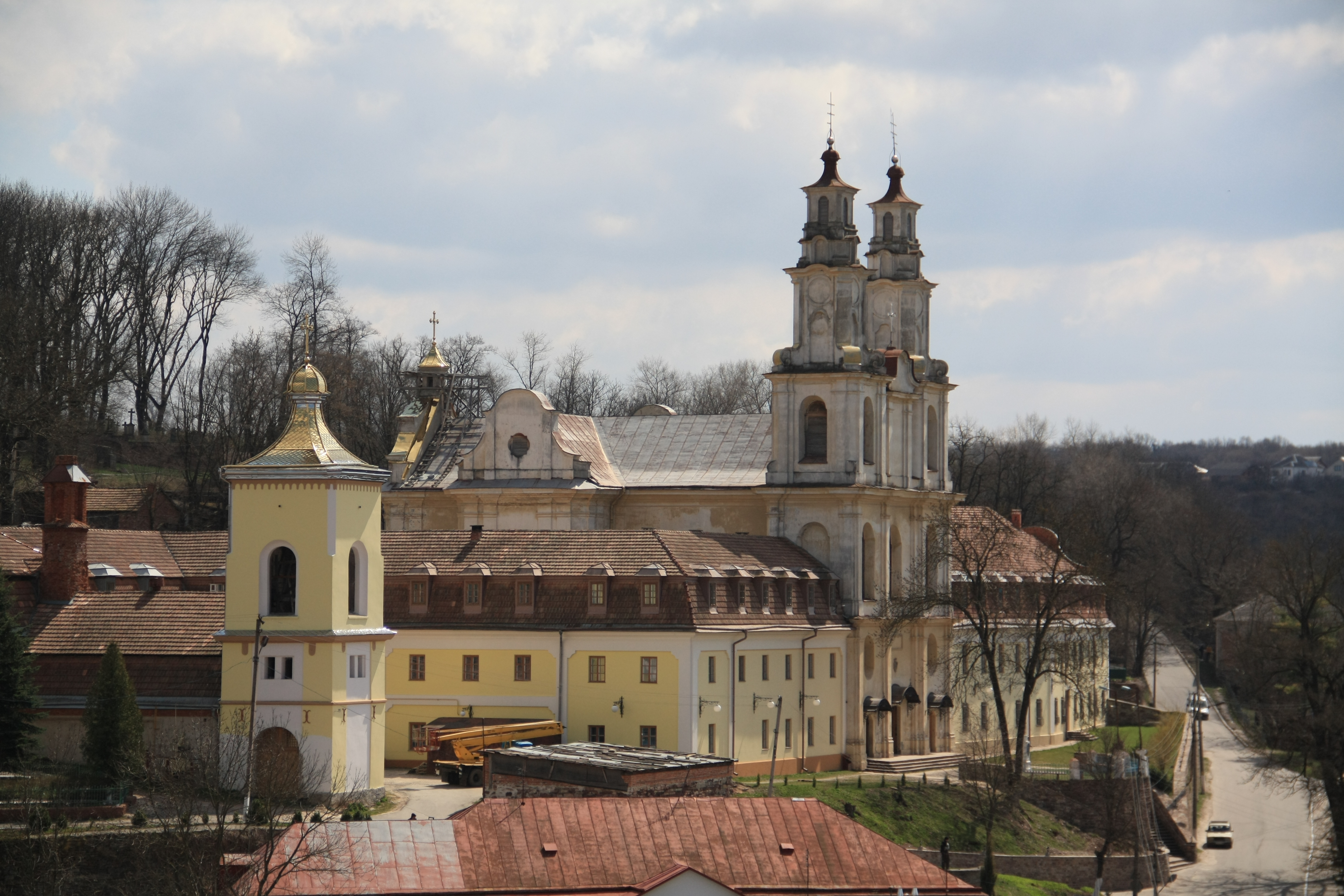
Klasztor Bazylianów w Buczaczu
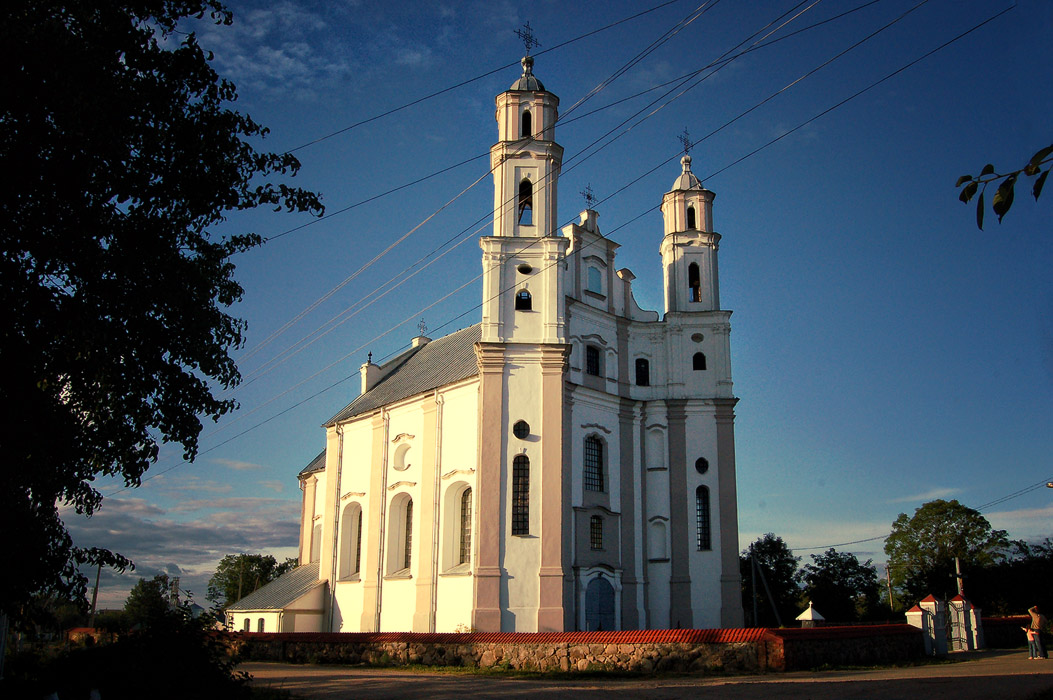
Kościół św. Michała Archanioła w Łużkach
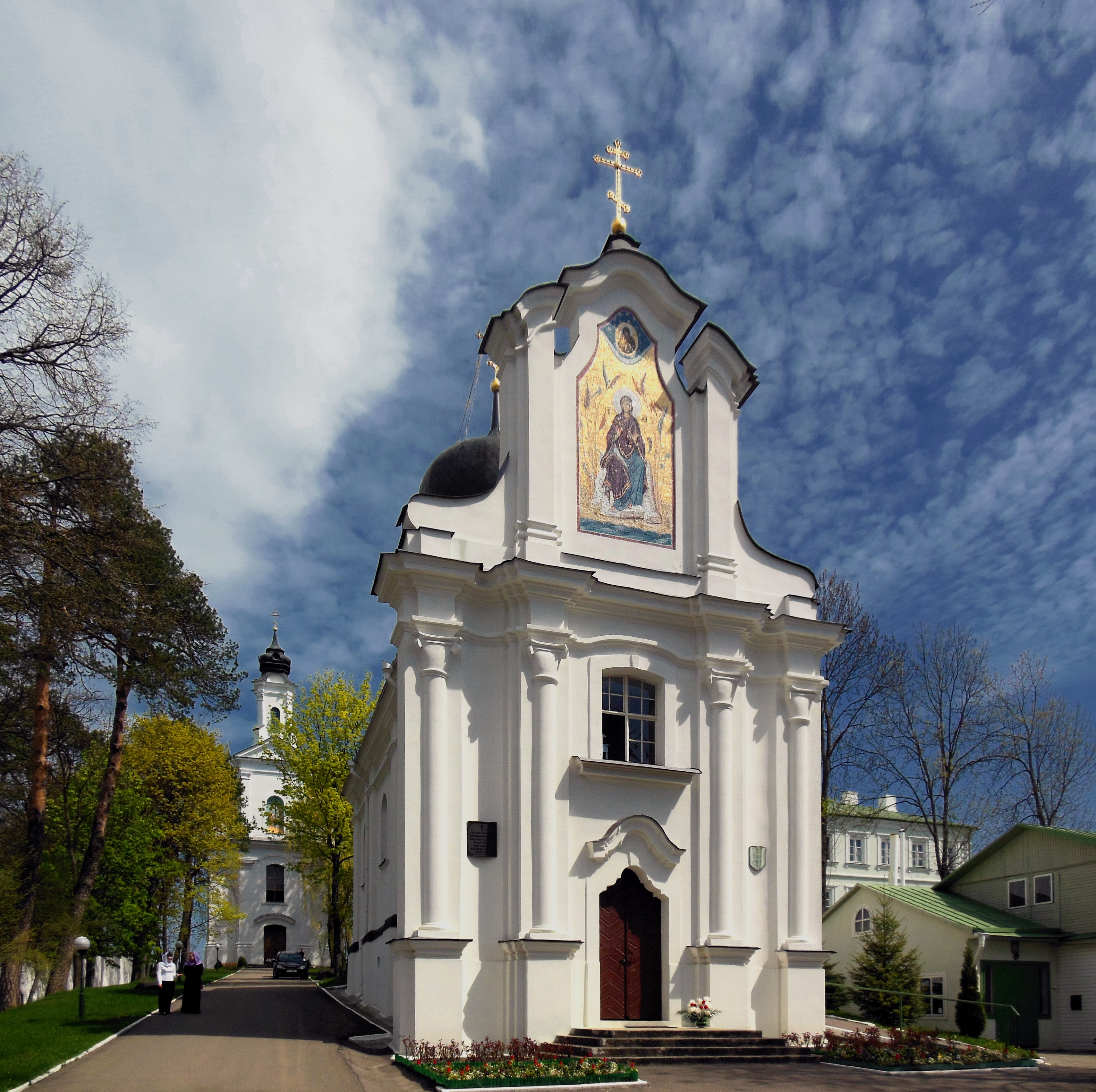
Cerkiew Objawienia Pańskiego w Żyrowicach
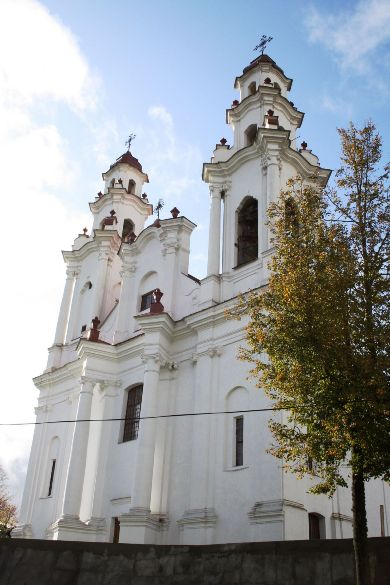
Kościół św. Dominika w Posinie
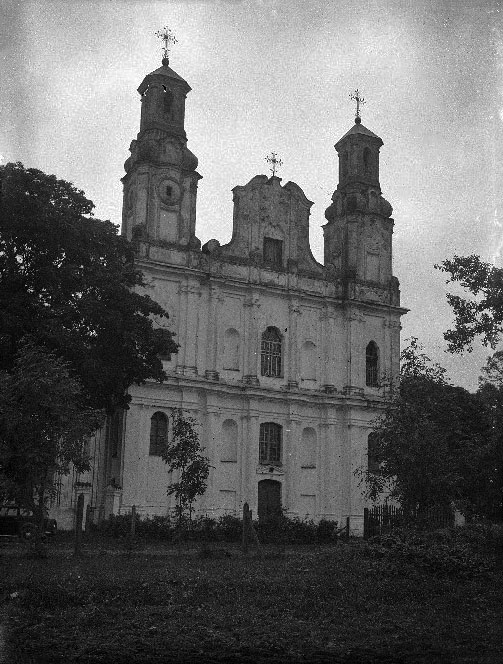
Cerkiew w Torokaniach (zburzona)
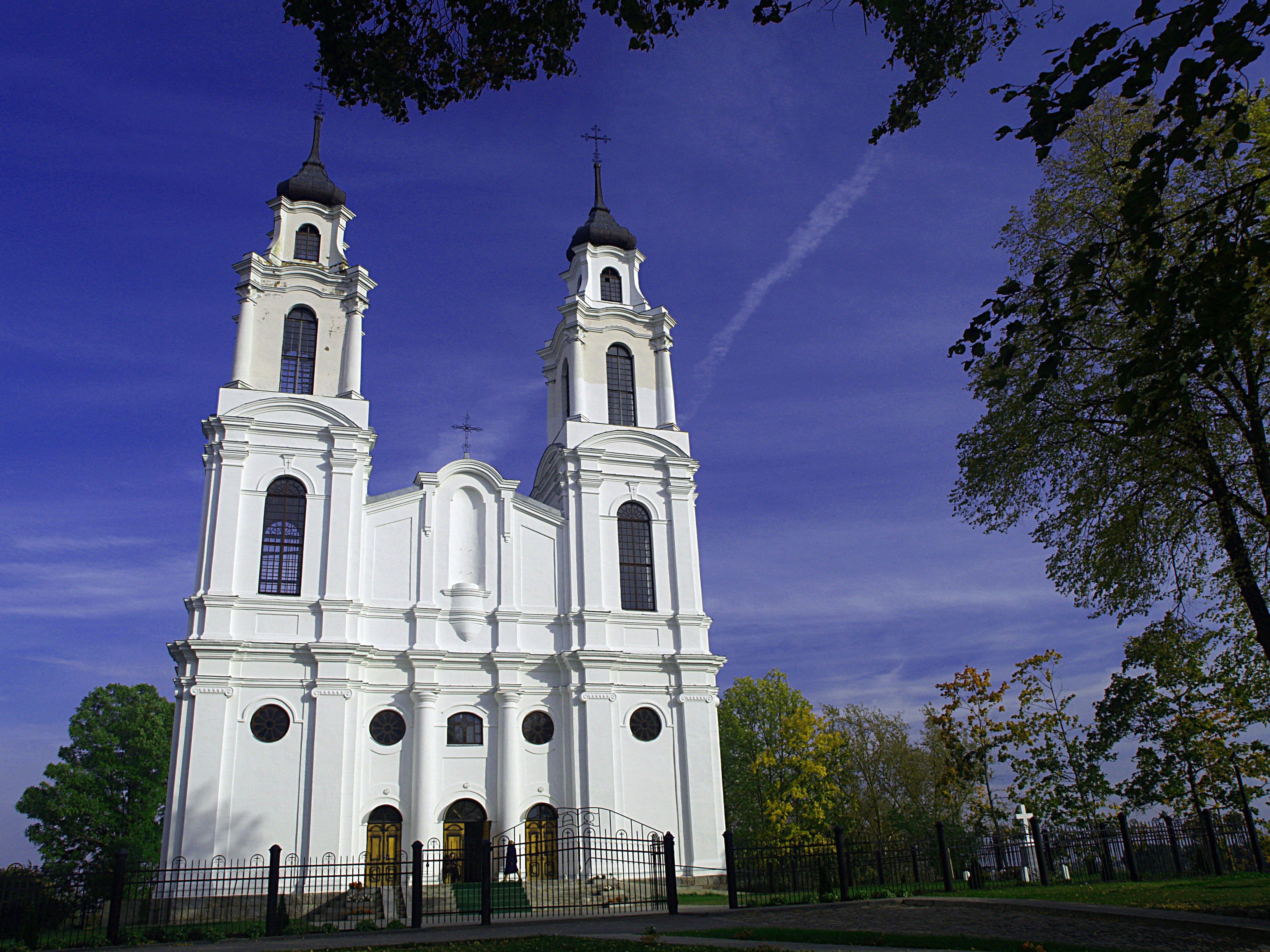
Kościół Wniebowzięcia Najświętszej Maryi Panny w Lucynie
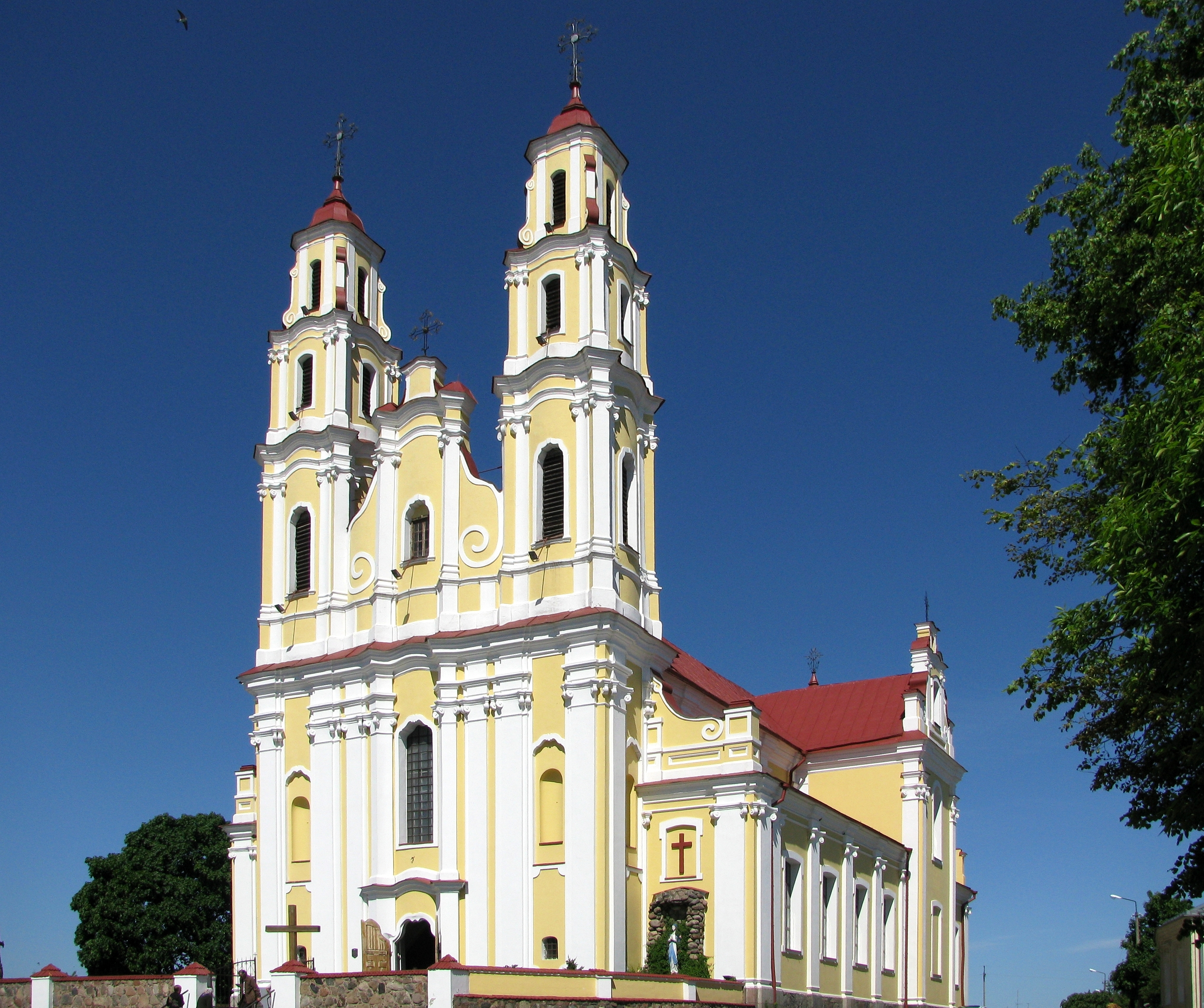
Kościół św. Trójcy w Głębokiem
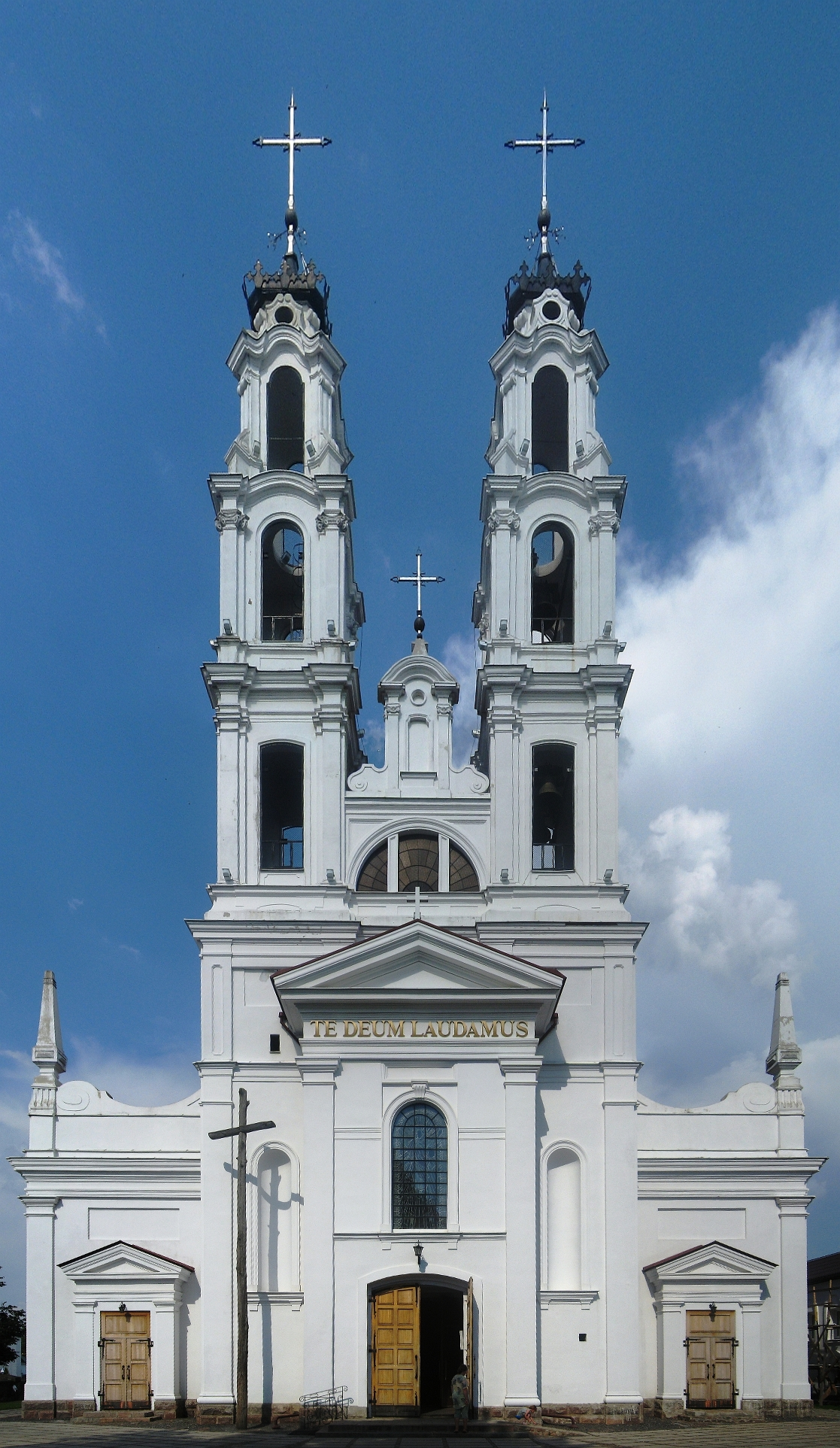
Kościół św. Michała Archanioła w Oszmianie
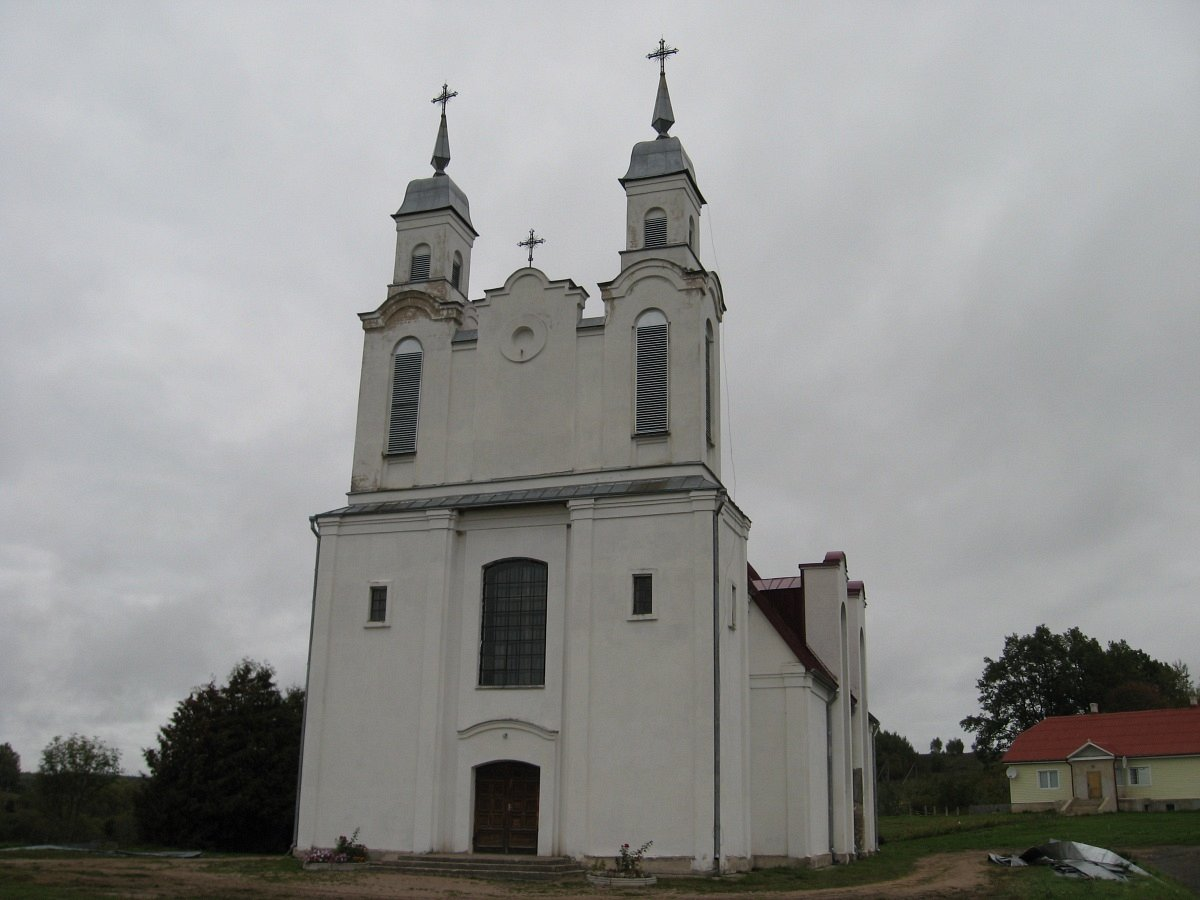
Kościół Przemienienia Pańskiego w Krewie
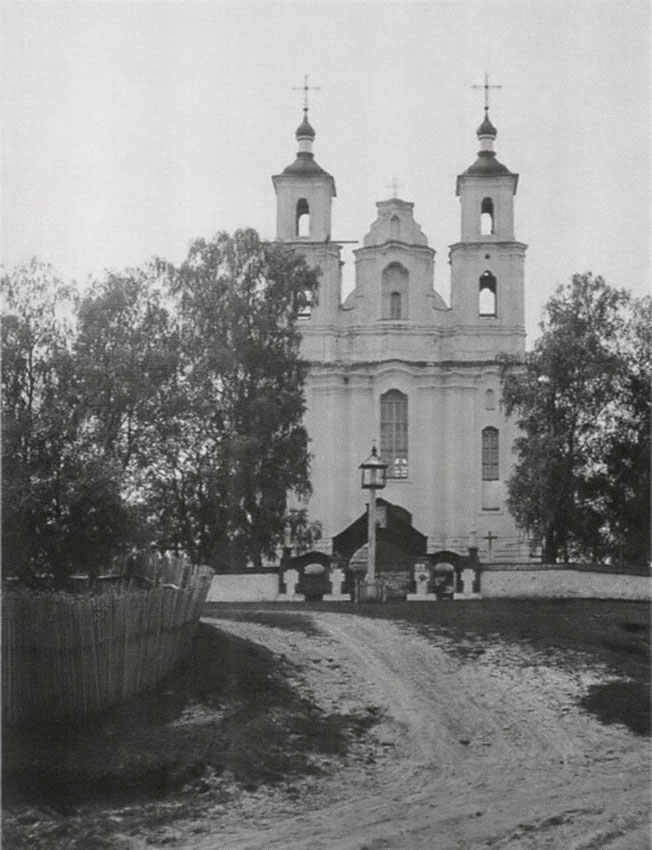
Hajna (wieś) (zburzony)
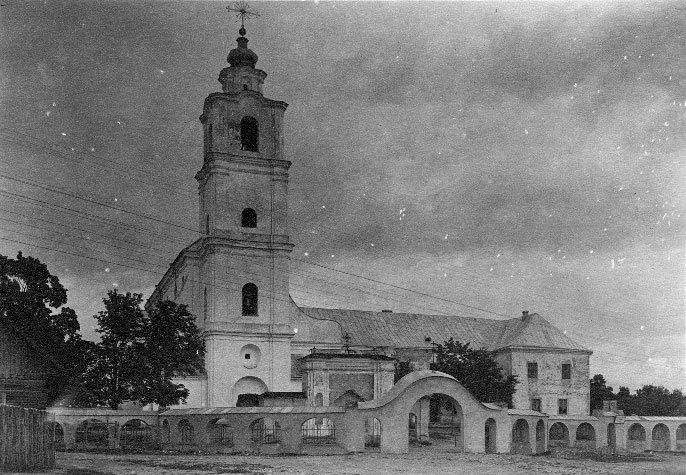
Druja - kościół Bernardynów
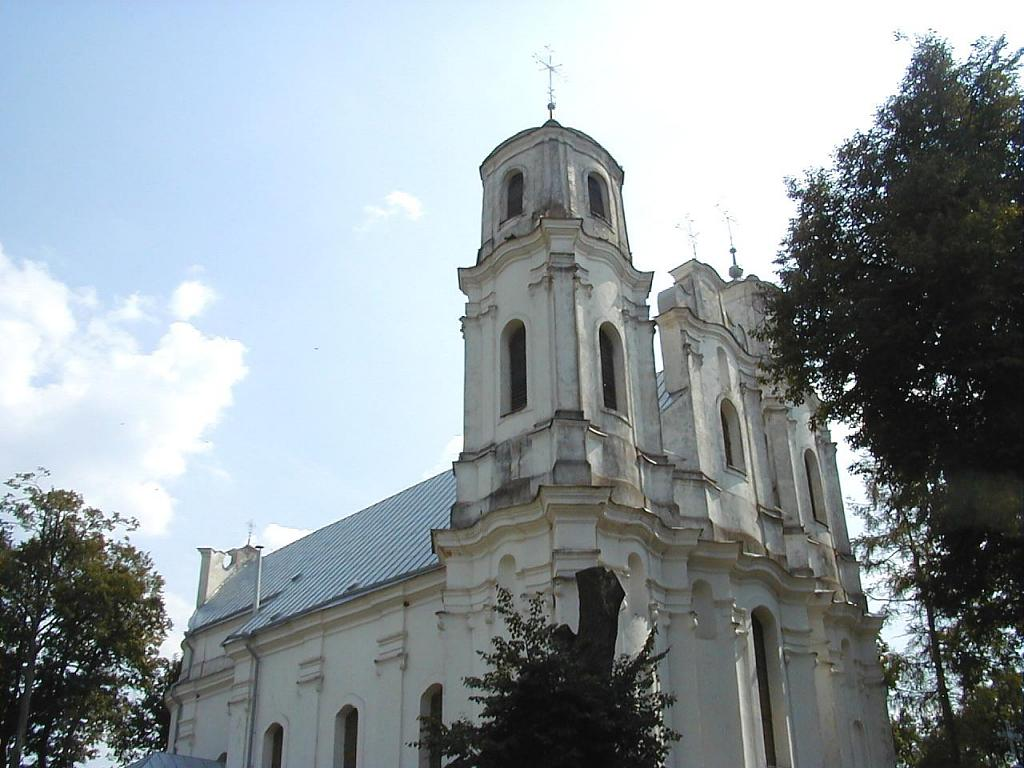
Kościół w Piedruji
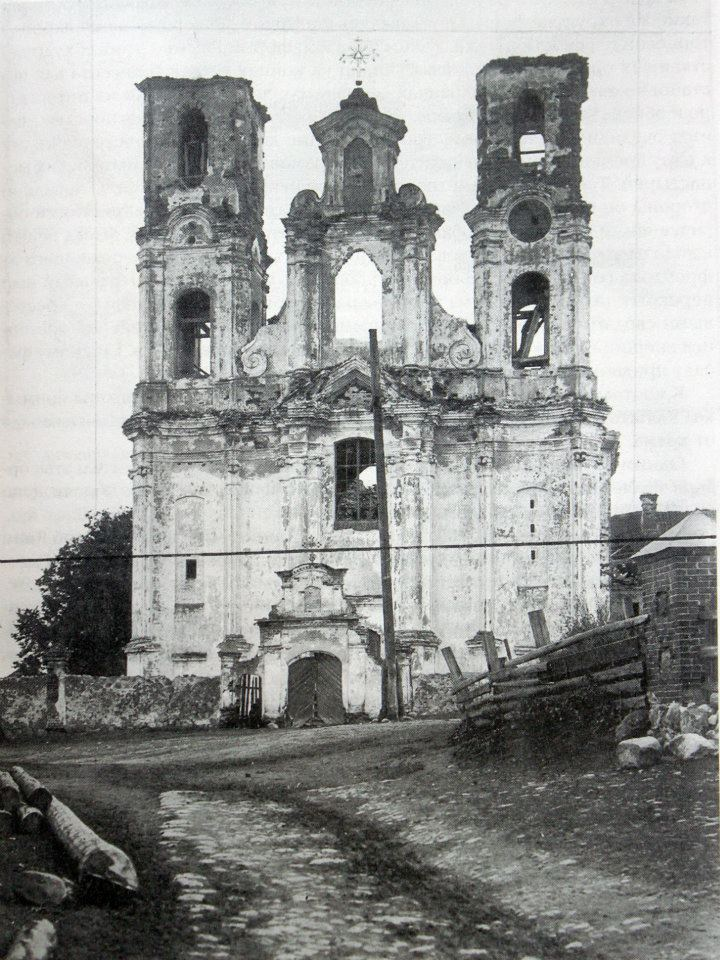
Druja - kościół Dominikanów
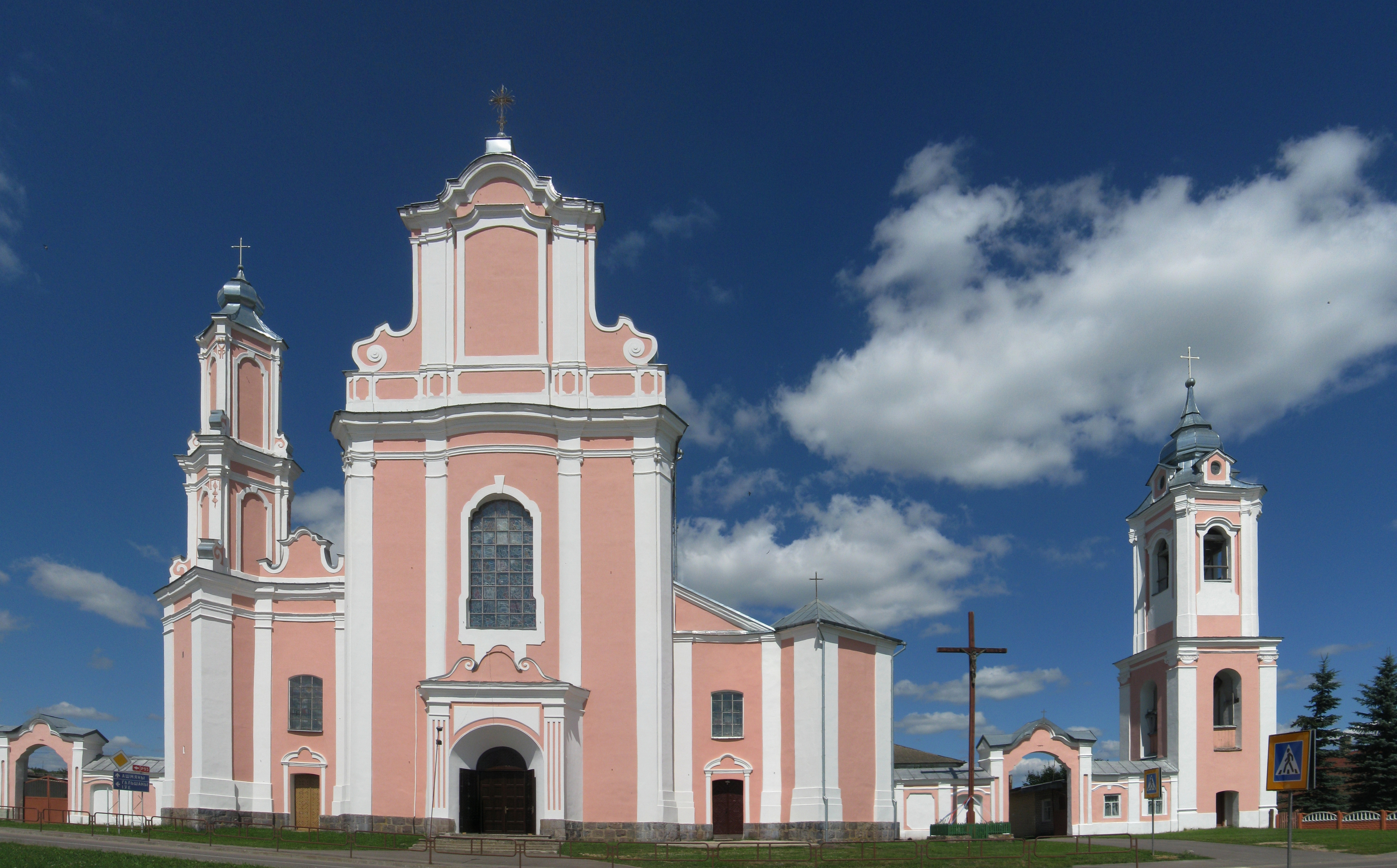
Boruny - cerkiew
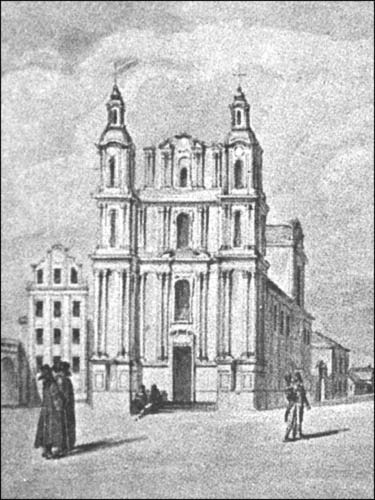
Sobór Zaśnięcia Najświętszej Maryi Panny w Witebsku
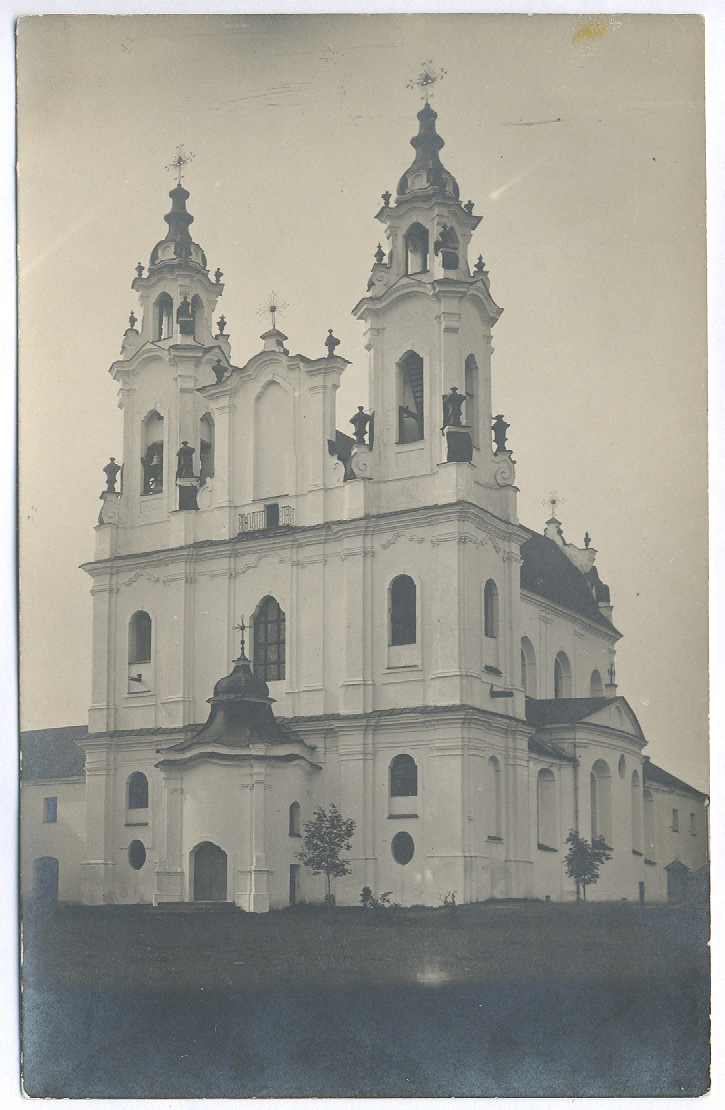
kościół w Zabiałłach-Wołyńcach
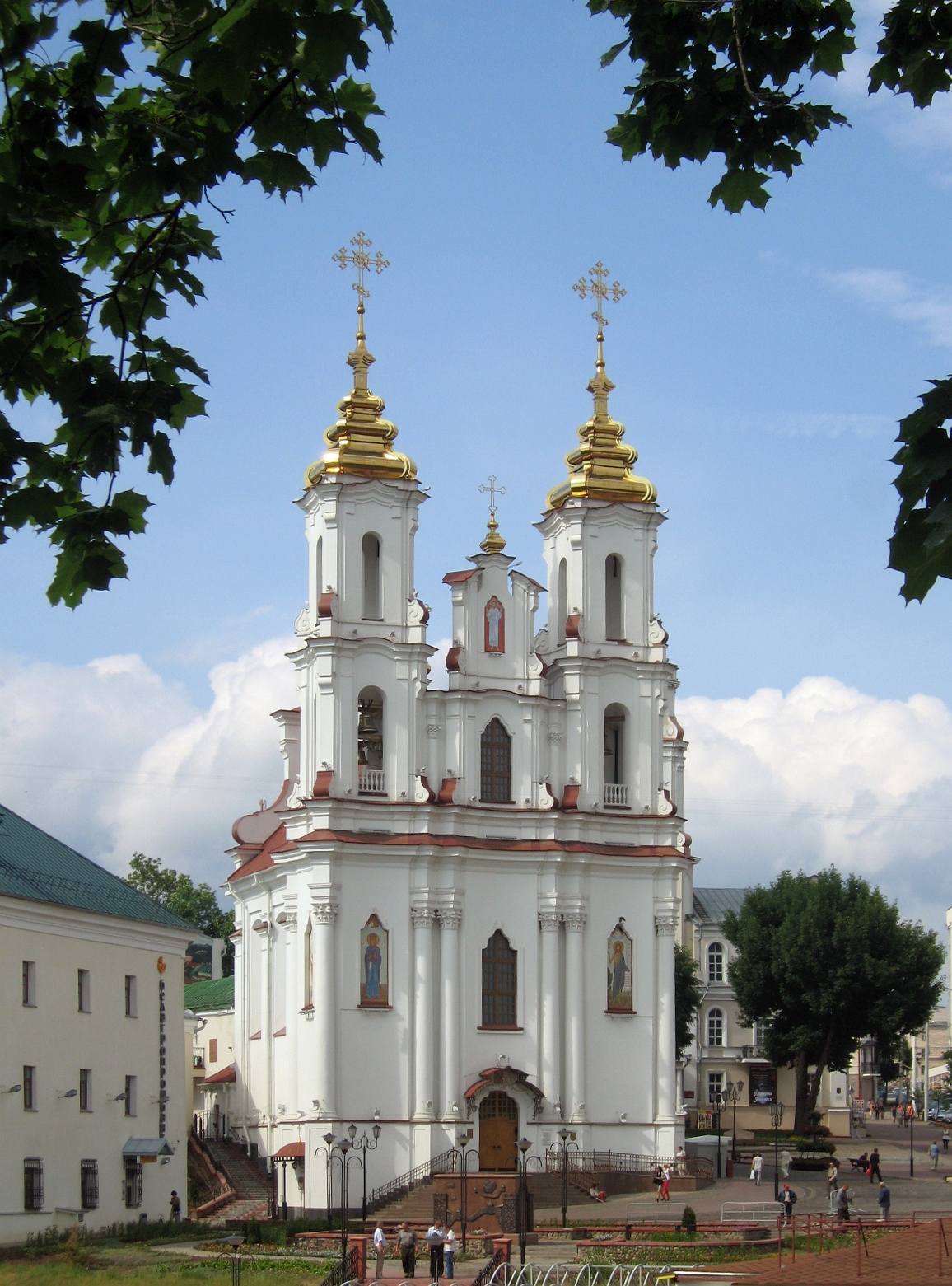
Cerkiew Zmartwychwstania Pańskiego w Witebsku

## Literatura
- Stanisław Lorentz, Jan Krzysztof Glaubitz – architekt wileński XVIII wieku, Warszawa 1937.
- Mariusz Karpowicz, Sztuka Polska XVIII wieku, Warszawa 1986, s. 91-95.
- Mariusz Karpowicz, Wileńska odmiana architektury XVIII wieku, Muzeum Pałac w Wilanowie, Warszawa, 2012; ISBN 978-83-63580-10-0
- Dorota Piramidowicz, Wpływ wileńskiego baroku na architekturę i wyposażenie kościoła bernardynów w Grodnie, „Biuletyn Historii Sztuki”, nr 3-4, R. LXXIII, 2011, s. 439-452, il. 1-13.
- Тамара Габрусь, Стылістычныя аспекты архітэктуры віленскага барока, [w:] Барока ў беларускай культуры і мастацтве (red. В. Ф. Шматава), Мн., 1998., s. 14-166.
- Drema Vladas, Materiały do historii sztuki Wielkiego Księstwa Litewskiego. Jan Krzysztof Glaubitz, Jan Hedel, Jan Melich, Biuletyn Historii Sztuki, XLII: 1980, nr 1.
- Pałubicki Jerzy, Informacja o pobycie Jana Krzysztofa Glaubitza w Gdańsku, „Biuletyn Historii Sztuki”, XLII: 1980, nr 1.